# Unité 9 (série télévisée, 2012)
Pour les articles homonymes, voir Unité 9.
Unité 9 est une série télévisée québécoise en 169 épisodes de 44 minutes créée par Danielle Trottier, et diffusée entre le 11 septembre 2012 et le 26 mars 2019 sur ICI Radio-Canada Télé et depuis le 28 octobre 2013 sur le réseau TV5 Monde. La série est l'une des émissions les plus regardées au Québec, avec des cotes d'écoute allant autour des 2 millions de téléspectateurs.

## Synopsis
Marie Lamontagne, une mère de famille de deux enfants, est condamnée pour tentative de meurtre de son père et vit dans l'Unité 9 de Lietteville, un pénitencier fédéral pour femmes. Elle apprend alors à vivre cette nouvelle vie à l'aide des autres détenues de cette unité. On découvrira les raisons pour lesquelles chacune d'entre elles a été incarcérée à Lietteville ainsi que leurs relations et l'histoire des employés de la prison. Marie devra se faire une place tant bien que mal dans ce milieu qui lui est inconnu et devra affronter Normand Despins, le nouveau directeur de l'établissement, qui a une conception différente de la sienne concernant la réhabilitation des femmes responsables d'un crime. Elle tentera de montrer qu'elles ont toutes droit à une seconde chance.

## Distribution
| Légende | Légende                                                           |
| ------- | ----------------------------------------------------------------- |
|         | Rôle principal (Rôle d'importance ≥ 5 épisodes / saison)          |
|         | Invité (Rôle d'importance < 5 épisodes / saison; rôle de soutien) |
|         | Séquences d'archives seulement                                    |
| Unité 1 | Unité de vie structurée (UVS)                                     |
| Q       | A quitté Lietteville Renvoi ou départ volontaire                  |
| †       | Personnage décédé                                                 |

### Détenues
| Actrice                 | Personnage                       | Lieu de détention présent | Apparitions (épisodes 1.01 à 7.24) | Apparitions (épisodes 1.01 à 7.24) | Apparitions (épisodes 1.01 à 7.24) | Saisons | Saisons | Saisons | Saisons | Saisons | Saisons | Saisons |
| Actrice                 | Personnage                       | Lieu de détention présent | Première                           | Dernière                           | Total                              | 1       | 2       | 3       | 4       | 5       | 6       | 7       |
| ----------------------- | -------------------------------- | ------------------------- | ---------------------------------- | ---------------------------------- | ---------------------------------- | ------- | ------- | ------- | ------- | ------- | ------- | ------- |
| Ève Landry              | Jeanne Biron                     | Libérée                   | 1.01                               | 7.24                               | 155                                |         |         |         |         |         |         |         |
| Céline Bonnier          | Suzanne Beauchemin               | Libérée                   | 1.01                               | 7.24                               | 127                                |         |         |         |         |         |         |         |
| Catherine Proulx-Lemay  | Michèle Paquette                 | Libérée                   | 1.01                               | 7.24                               | 77                                 |         |         |         |         |         |         |         |
| Micheline Lanctôt       | Élise Beaupré †                  | Décédée                   | 1.01                               | 7.24                               | 59                                 |         |         |         |         |         |         |         |
| Sarah-Jeanne Labrosse   | Laurence Belleau                 | Libérée                   | 1.01                               | 7.24                               | 50                                 |         |         |         |         |         |         |         |
| Suzanne Clément         | Charlène "Shandy" Galarneau †    | Décédée                   | 1.01                               | 1.24                               | 24                                 |         |         |         |         |         |         |         |
| Catherine-Anne Toupin   | Charlène "Shandy" Galarneau †    | Décédée                   | 2.01                               | 7.24                               | 97                                 |         |         |         |         |         |         |         |
| Ayisha Issa             | Brittany "Bouba" Sizzla †        | Décédée                   | 1.21                               | 7.24                               | 66                                 |         |         |         |         |         |         |         |
| Myriam Côté             | Avril Robertson                  | Transférée                | 1.22                               | 7.24                               | 58                                 |         |         |         |         |         |         |         |
| Geneviève Schmidt       | Jessica Poirier                  | Unité 7                   | 2.08                               | 7.24                               | 91                                 |         |         |         |         |         |         |         |
| Simone-Élise Girard     | Judith Carpentier                | Libérée                   | 2.02                               | 6.02                               | 57                                 |         |         |         |         |         |         |         |
| Anne Casabonne          | Annie Surprenant                 | Maximum                   | 2.01                               | 7.24                               | 48                                 |         |         |         |         |         |         |         |
| Danielle Proulx         | Henriette Boulier                | Libérée                   | 2.23                               | 7.24                               | 75                                 |         |         |         |         |         |         |         |
| Élise Guilbault         | Kim Vanier                       | Libérée                   | 4.12                               | 7.24                               | 71                                 |         |         |         |         |         |         |         |
| Claudia Ferri           | Bétina Selanes                   | Libérée                   | 4.03                               | 7.24                               | 41                                 |         |         |         |         |         |         |         |
| Karelle Tremblay        | Cameron Marquis                  | Libérée                   | 4.13                               | 7.24                               | 38                                 |         |         |         |         |         |         |         |
| Angèle Coutu            | Marie-Gisèle Castonguay †        | Décédée                   | 4.13                               | 7.24                               | 31                                 |         |         |         |         |         |         |         |
| Sabrina Bégin Tejeda    | Mariposa Selanes †               | Décédée                   | 4.04                               | 7.24                               | 42                                 |         |         |         |         |         |         |         |
| Carla Turcotte          | Éva Côté                         | Hôpital                   | 4.09                               | 6.16                               | 26                                 |         |         |         |         |         |         |         |
| Natasha Kanapé Fontaine | Eyota Standing Bear              | Transférée                | 6.12                               | 7.24                               | 30                                 |         |         |         |         |         |         |         |
| Claire Jacques          | Solange "Brownies" Chrétien      | Libérée                   | 5.20                               | 7.22                               | 19                                 |         |         |         |         |         |         |         |
| Hélène Florent          | Macha Vallières                  | Unité 9                   | 6.17                               | 7.24                               | 25                                 |         |         |         |         |         |         |         |
| Kathleen Fortin         | Manon "Boule de quilles" Granger | Unité 7                   | 6.16                               | 7.24                               | 22                                 |         |         |         |         |         |         |         |
| Schelby Jean-Baptiste   | Trécée Coicou                    | Maximum                   | 7.05                               | 7.23                               | 14                                 |         |         |         |         |         |         |         |

### Personnel
| Acteur                     | Personnage                    | Dernière fonction occupée              | Apparitions (épisodes 1.01 à 7.24) | Apparitions (épisodes 1.01 à 7.24) | Apparitions (épisodes 1.01 à 7.24) | Saisons | Saisons | Saisons | Saisons | Saisons | Saisons | Saisons |
| Acteur                     | Personnage                    | Dernière fonction occupée              | Première                           | Dernière                           | Total                              | 1       | 2       | 3       | 4       | 5       | 6       | 7       |
| -------------------------- | ----------------------------- | -------------------------------------- | ---------------------------------- | ---------------------------------- | ---------------------------------- | ------- | ------- | ------- | ------- | ------- | ------- | ------- |
| Guylaine Tremblay          | Marie Lamontagne              | Intervenante en réinsertion sociale    | 1.01                               | 7.24                               | 163                                | Détenue | Détenue | Détenue | Détenue | Détenue |         |         |
| François Papineau          | Normand Despins Q             | Directeur                              | 1.01                               | 7.24                               | 147                                |         |         |         |         |         |         |         |
| Paul Doucet                | Georges Sainte-Marie Q †      | Aumônier                               | 1.01                               | 7.24                               | 94                                 |         |         |         |         |         |         |         |
| Salomé Corbo               | Caroline Laplante Q           | Responsable de l'Unité 1               | 1.01                               | 7.24                               | 95                                 |         |         |         |         |         |         |         |
| Normand Daneau             | Martin Lavallée Q             | Agent des libérations conditionnelles  | 1.05                               | 7.06                               | 92                                 |         |         |         |         |         |         |         |
| Debbie Lynch-White         | Nancy Prévost †               | Intervenante de première ligne         | 1.13                               | 7.06                               | 89                                 |         |         |         |         |         |         |         |
| Mariloup Wolfe             | Agathe Boisbriand †           | Intervenante de première ligne         | 1.01                               | 7.21                               | 71                                 |         |         |         |         |         |         |         |
| Jean Marchand              | Rolland Montmorency Q         | Professeur de musique                  | 1.03                               | 4.09                               | 37                                 |         |         |         |         |         |         |         |
| Édith Cochrane             | Lisa Côté Q                   | Psychologue                            | 1.07                               | 1.20                               | 13                                 |         |         |         |         |         |         |         |
| Luc Guérin                 | Steven Picard                 | Psychologue                            | 2.07                               | 7.24                               | 119                                |         |         |         |         |         |         |         |
| Mélanie Pilon              | Mélissa Caron Q               | Intervenante de première ligne         | 2.13                               | 3.14                               | 26                                 |         |         |         |         |         |         |         |
| Patricia Larivière         | Gwendoline Bachand Q          | Infirmière                             | 3.13                               | 5.07                               | 24                                 |         |         |         |         |         |         |         |
| Mathieu Baron              | Marco Choquette               | Chef de la sécurité                    | 2.17                               | 7.24                               | 111                                |         |         |         |         |         |         |         |
| Marie-Chantal Perron       | Madeleine Tessier             | Agente des libérations conditionnelles | 4.04                               | 7.24                               | 86                                 |         |         |         |         |         |         |         |
| Catherine Paquin-Béchard   | Josée Tessier                 | Responsable du Maximum                 | 4.04                               | 7.24                               | 84                                 |         |         |         |         |         |         |         |
| Jason Roy Léveillée        | Kevin Anctil Q                | Responsable du Maximum                 | 4.07                               | 7.22                               | 55                                 |         |         |         |         |         |         |         |
| Sophie Prégent             | Marie-France Caron Q          | Sous-ministre de la sécurité           | 5.01                               | 7.24                               | 21                                 |         |         |         |         |         |         |         |
| Karen Elkin                | Christine Desjardins «Monlam» | Aumônière                              | 5.14                               | 5.23                               | 6                                  |         |         |         |         |         |         |         |
| Goûchy Boy                 | Koffi Yatabéré Q              | Intervenant de première ligne          | 6.08                               | 7.23                               | 30                                 |         |         |         |         |         |         |         |
| Alexandre Bacon Braunstein | Yvann Bacuse Q                | Agent des libérations conditionnelles  | 6.11                               | 7.19                               | 13                                 |         |         |         |         |         |         |         |
| Jessica Barker             | Claudine Moffatt              | Intervenante de première ligne         | 7.02                               | 7.22                               | 15                                 |         |         |         |         |         |         |         |

### Entourage de Marie Lamontagne
| Acteur            | Personnage        | Relation                                    | Apparitions (épisodes 1.01 à 7.24) | Apparitions (épisodes 1.01 à 7.24) | Apparitions (épisodes 1.01 à 7.24) | Saisons | Saisons | Saisons | Saisons | Saisons | Saisons | Saisons |
| Acteur            | Personnage        | Relation                                    | Première                           | Dernière                           | Total                              | 1       | 2       | 3       | 4       | 5       | 6       | 7       |
| ----------------- | ----------------- | ------------------------------------------- | ---------------------------------- | ---------------------------------- | ---------------------------------- | ------- | ------- | ------- | ------- | ------- | ------- | ------- |
| Émilie Bibeau     | Lucie Lamontagne  | Fille de Marie et d'Yvon Lamontagne         | 1.01                               | 7.24                               | 69                                 |         |         |         |         |         |         |         |
| Frédérique Dufort | Léa Petit †       | Fille de Marie Lamontagne et de Marc Petit  | 1.01                               | 7.24                               | 54                                 |         |         |         |         |         |         |         |
| Olivier Barrette  | Sébastien Petit † | Fils de Marie Lamontagne et de Marc Petit   | 1.02                               | 7.24                               | 31                                 |         |         |         |         |         |         |         |
| Pierre Collin     | Yvon Lamontagne † | Père de Marie et Lucie Lamontagne           | 1.01                               | 2.02                               | 16                                 |         |         |         |         |         |         |         |
| Patrice L'Écuyer  | Benoît Frigon     | Mari et ancien collègue de Marie Lamontagne | 1.01                               | 7.21                               | 66                                 |         |         |         |         |         |         |         |

## Production
La série Unité 9 est présentée sur les ondes d'ICI Radio-Canada Télé à partir du 11 septembre 2012. L'émission devient rapidement un succès tant au sein de la télévision québécoise, avec une moyenne de 1 825 000 téléspectateurs[réf. nécessaire] pour la première saison, qu'en Europe. Le record d'audience de la première saison est enregistré lors du quinzième épisode, diffusé le 15 janvier 2013, attirant près de 1 979 000 téléspectateurs en direct. Devant un tel succès, la série est renouvelée le 5 décembre 2012 pour une deuxième saison de 24 épisodes.
Le 3 février 2014, Fabienne Larouche annonce une 3e saison comportant 24 épisodes. Le 9 janvier 2015, lors du point de presse dévoilant le webdocumentaire sur les détenues, la productrice confirme une 4e saison. Le 19 février 2016, en publiant la bande-annonce du 19e épisode de la 4e saison sur Facebook, Danielle Trottier confirme une 5e saison. Suivant les nombreux changements dans l'histoire lors de la première moitié de cette nouvelle saison, plusieurs personnes se sont posé la question si elle était la dernière. L'auteure leur a répondu le 15 novembre 2016 qu'une 6e saison est planifiée en 2017-2018[réf. nécessaire] et que la série se prolonge à la 7e saison.

### Développement
Danielle Trottier a eu l’idée de faire une série portant sur le milieu carcéral féminin à la lecture d’un rapport de la juge Louise Arbour, portant sur la commission d’enquête sur certains événements survenus à la prison des femmes de Kingston. Elle a alors pris cinq années pour faire de la recherche, notamment en visitant régulièrement le pénitencier de Joliette. Elle y a rencontré plusieurs détenues, «des personnes intelligentes, sensibles, extrêmement généreuses, en processus de changement». Elle a aussi parlé à Karla Homolka, mais a assuré ne pas s'en servir comme source d'inspiration, car son cas a été trop médiatisé.
Le développement de la série a débuté en 2008 avec TVA. Le tournage de deux premiers épisodes pilotes a eu lieu. En mars 2010 par contre, la chaîne a refusé d'aller plus loin, considérant que la série n'était pas pour le public qu'elle visait, plus familiale. Entre ces deux épisodes tournés et ceux diffusés en septembre 2012, peu d'éléments ont changé, à l'exception du personnage de Marie Lamontagne, qui s'appelait Juliette Rivière. Danielle Trottier et Fabienne Larouche se sont alors tournées vers Radio-Canada environ 18 mois après l'échec avec TVA. La SRC a donné son accord en janvier 2012. À noter que cela faisait depuis Les Bougons que Fabienne Larouche n'avait pas produit une série de sa propre création et écriture.
La création du scénario se fait à trois, de même que l'élaboration des personnages. Il y a Geneviève Baril et Louise Danis, qui participent à l’écriture des répliques avec Danielle Trottier, qui scénarise aussi les épisodes. Selon Geneviève Baril, « le fait de travailler en équipe restreinte contribue grandement à la cohérence du récit », notant le fait que pour certaines séries, en prenant Lost comme exemple, des scénaristes différents d’épisode en épisode peuvent nuire à la qualité de l’émission et dérouter les téléspectateurs.
Pour la série, Danielle Trottier s'est promis de ne pas utiliser de stéréotypes, et d'écrire une histoire avec un côté très humain. Elle mentionne aussi que l'acte criminel ne l'intéresse que très peu. Les intrigues tourneraient principalement autour des détenus, de leurs proches, ainsi qu'autour des employés du pénitencier. Les conditions des détenus dans l'émission seraient les mêmes que celles des vraies prisonnières, par exemple un maximum de trente-cinq articles personnels autorisés. La prison fictive de Lietteville a été inspirée de celle située à Joliette, c'est-à-dire une prison sans barreaux, sans uniformes, et où les détenues sont résides par petit groupe dans des logements.
Peu importe le nombre de saisons, l'auteure de la série a déjà imaginé la finale du téléroman, qui pourrait continuer jusqu'à la saison 8.

### Casting
Le 15 mai 2012, la veille d'une visite du plateau d'Unité 9, La Presse annonce que Guylaine Tremblay a obtenu le premier rôle dans la série, et qu'elle sera accompagnée par Micheline Lanctôt. Les deux actrices incarneront des détenues. Le lendemain, le reste de la distribution principale est annoncée : Suzanne Clément, Céline Bonnier, Sarah-Jeanne Labrosse, Ève Landry et Catherine Proulx-Lemay seront des détenues, François Papineau sera le chef de l'établissement, Salomé Corbo et Mariloup Wolfe seront des gardiennes de la prison, Paul Doucet sera l'aumônier, la psychologue en chef sera incarnée par Édith Cochrane, l'agent de libération conditionnelle par Normand Daneau et le professeur de musique par Jean Marchand. Patrice L'Écuyer, qui n'a pas joué à la télévision depuis 2003, incarnera un ancien collègue du personnage de Guylaine Tremblay. Il est aussi mentionné qu'Émilie Bibeau, Michel Forget, Pierre Collin, Frédérique Dufort et Olivier Barrette feront partie de la distribution.
Le 18 octobre, on annonce que Debbie Lynch-White incarnera une gardienne de prison qui est imposante physiquement. Ce rôle, qui était au départ censé être pour une actrice noire, a été retravaillé pour s'adapter au physique de Lynch-White, qui a des yeux clairs et des cheveux blonds. Elle fait sa première apparition dans la finale d'automne le 4 décembre.
Après la première saison, Suzanne Clément, actrice jouant le rôle de Shandy Galarneau, choisit de quitter la série pour se consacrer à des projets ailleurs, notamment en France. Son départ était, d'ailleurs, prévu depuis le début de la série. Elle a accepté de jouer ce rôle pour une seule saison, et ce malgré l'immense succès que la série connait. Après une longue réflexion, l'équipe d'Unité 9 décide de garder le rôle de Shandy en changeant la comédienne. Le 20 juin 2013, on annonce que c'est Catherine-Anne Toupin qui obtient le rôle.
Toujours le 20 juin, pour la deuxième saison, il est mentionné que plusieurs nouveaux acteurs feront partie de la distribution. Anne Casabonne incarnera une détenue revenant d'un traitement de chimiothérapie, Julie du Page sera la femme de Normand Despins, Amélie Grenier, l'avocate de Marie Lamontagne, Pascale Desrochers, responsable de la maison de transition, et Roger la Rue, le père de Jeanne Biron. Simone-Élise Girard incarnera une autre détenue qui logera dans l'unité 7, et sera accompagnée par Ayisha Issa et Myriam Côté, qui ont fait quelques apparitions à la fin de la première saison et qui auront un rôle plus important. Édith Cochrane, par contre, ne reviendra pas lors de cette deuxième saison, Danielle Trottier ayant fait le tour du personnage.
Le 21 août, on annonce que Geneviève Schmidt campera le rôle d'une nouvelle détenue, alors que Luc Guérin incarnera le rôle de Steven Picard qui, en tant que psychologue, aidera Normand Despins pour rétablir l'ordre dans la prison. Le 29 novembre, il est mentionné que la série verra l'arrivée d'une nouvelle IPL, qui sera jouée par Mélanie Pilon. À la fin de l'épisode du 10 décembre, une bande-annonce de la saison d'hiver a été montrée, qui annonçait l'arrivée de Danielle Proulx dans la série, qui ne se fera qu'à l'épisode 23. L'épisode du 28 janvier 2014 a été quant à lui la première apparition d'un autre IPL, joué par Mathieu Baron. Le 8 janvier 2015, on annonce qu'une nouvelle infirmière fera son arrivée à Lietteville lors du treizième épisode de la troisième saison, soit Gwendoline Bachand, incarnée par Patricia Larivière.
Le 26 mai 2015, on annonce l'ajout d'une détenue, jouée par Élise Guilbault et d'une avocate qui s'appellera Véronique Côté, un nom qui changera peu après pour Kim Vanier. Un autre personnage, celui d'une IPL très stricte, qui sera jouée par Marie-Chantal Perron, et qui arrivera à la prison avec sa fille. Le 22 juillet, lors d'une entrevue, Catherine Paquin-Béchard indique qu'elle jouera une nouvelle IPL. Le 16 septembre, on confirme qu'elle sera la fille du personnage de Marie-Chantal Perron. Le 30 juillet, on annonce que Claudia Ferri rejoindra la distribution d’Unité 9 dans le rôle d'une détenue d'origine latine. L'épisode du 27 octobre voit l'arrivée d'un nouvel IPL, Kevin Anctil, incarné par Jason Roy Léveillée. À la fin du douzième épisode, une bande-annonce de la saison d'hiver a été présentée, montrant des images de deux nouvelles détenues qui viendront prochainement dans la série. La première, Marie-Gisèle Castonguay, sera une religieuse incarnée par Angèle Coutu, alors que la seconde, Cameron Marquis, sera incarnée par Karelle Tremblay.
Le 23 juin 2016, via la page Facebook de la série, Danielle Trottier annonce l'arrivée de Sophie Prégent, qui incarnera Marie-France Caron, la nouvelle directrice de l'établissement de Lietteville. Le 22 novembre, à la fin de l'épisode 11 de la 5e saison, Sabrina Bégin Tejeda jouera une toxicomane. À la fin du douzième épisode, une bande-annonce de la saison d'hiver a été présentée, montrant des images de la nouvelle aumônière qui sera interprétée par Karen Elkin.
Le 29 août 2017, via la bande-annonce de La 6e saison d'Unité 9 de nouveaux acteurs joindront l'équipe d'Unité 9 il s'agit de Hélène Florent, Natasha Kanapé Fontaine, Goûchy Boy et Kathleen Fortin. Le 21 novembre, l'agent de libérations conditionnelles est interprété par Alexandre Bacon Braunstein.

### Tournage
Les scènes intérieures de la série sont tournées dans un hangar au troisième sous-sol de la Maison de Radio-Canada, où les décors de la prison de Lietteville ont été construits. Les différentes unités (9, 7, UVS, etc.) partagent le même décor, seuls les portes et quelques éléments sont modifiés. Les scènes extérieures sont quant à elles tournées dans le Centre de détention de Rivière-des-Prairies, ainsi qu'au site Cité-Des-Prairies du Centre Jeunesse de Montréal.

### Fiche technique
- Titre original : Unité 9
- Création : Danielle Trottier
- Réalisation : Jean-Philippe Duval (toutes les saisons), Louis Bolduc (saison 1) et Yan Lanouette Turgeon (saison 4)
- Scénario : Danielle Trottier
- Dialogue : Danielle Trottier, Geneviève Baril et Louise Danis
- Directeur artistique : Frédéric Joire
- Costumes : Marie-France Guy et Raymonde Laliberté
- Montage : Myriam Poirier
- Musique : Michel Cusson (Mélodika)
- Casting : Lucie Robitaille
- Production : Fabienne Larouche, Michel Trudeau, Sébastien Pigeon et Sylvie Lacoste
- Sociétés de production : Aetios Productions
- Pays d'origine : Canada
- Langue originale : Français
- Genre : Dramatique, téléroman
- Durée : 44 minutes

### Diffusion internationale
La série est diffusée à l'international sur les différents fuseaux de TV5 Monde depuis le 28 octobre 2013.

### Adaptations étrangères
La série devait être adaptée en anglais pour le réseau CBC à l'automne 2015, mais le projet a finalement été abandonné à cause d'un conflit entre la productrice Fabienne Larouche et le diffuseur,.

## Épisodes

### Première saison (2012-2013)
Cette saison a été diffusée le mardi du 11 septembre 2012 au 26 mars 2013 sur ICI Radio-Canada Télé.
Résumé
Cotes d'écoute
Cette saison a été regardée par 1 580 000 téléspectateurs en moyenne. La première partie de cette saison, soit du 11 septembre 2012 au 4 décembre 2012, a vu ses cotes d'écoute grimper de plus de 450 000 téléspectateurs. Par la suite, elles sont devenues plus stables, variant autour de 1 751 400 téléspectateurs. Le 15e épisode, diffusé le 15 janvier 2013, a été l'épisode le plus regardé de la série, avec 1 979 000 téléspectateurs en direct. L'épisode le moins écouté a été le 3e, avec 1 209 000 téléspectateurs.
| №  | Première diffusion | Cotes d'écoute  | Cotes d'écoute | Rang semaine |    | №               | Première diffusion | Cotes d'écoute | Cotes d'écoute | Rang semaine |
| -- | ------------------ | --------------- | -------------- | ------------ | -- | --------------- | ------------------ | -------------- | -------------- | ------------ |
| 1  | 11 septembre 2012  | en stagnation   | 1 276 000      | 1er          | 14 | 8 janvier 2013  | en augmentation    | 1 795 000      | 1er            |              |
| 2  | 18 septembre 2012  | en diminution   | 1 275 000      | 4e           | 15 | 15 janvier 2013 | en augmentation    | 1 979 000      | 2e             |              |
| 3  | 25 septembre 2012  | en diminution   | 1 209 000      | 10e          | 16 | 22 janvier 2013 | en diminution      | 1 643 000      | 2e             |              |
| 4  | 2 octobre 2012     | en augmentation | 1 384 000      | 3e           | 17 | 29 janvier 2013 | en augmentation    | 1 845 000      | 2e             |              |
| 5  | 9 octobre 2012     | en diminution   | 1 313 000      | 5e           | 18 | 5 février 2013  | en diminution      | 1 799 000      | 2e             |              |
| 6  | 16 octobre 2012    | en augmentation | 1 435 000      | 3e           | 19 | 12 février 2013 | en diminution      | 1 718 000      | 2e             |              |
| 7  | 23 octobre 2012    | en augmentation | 1 503 000      | 3e           | 20 | 19 février 2013 | en diminution      | 1 621 000      | 2e             |              |
| 8  | 30 octobre 2012    | en diminution   | 1 399 000      | 2e           | 21 | 26 février 2013 | en augmentation    | 1 698 000      | 2e             |              |
| 9  | 6 novembre 2012    | en augmentation | 1 512 000      | 3e           | 22 | 5 mars 2013     | en augmentation    | 1 707 000      | 2e             |              |
| 10 | 13 novembre 2012   | en diminution   | 1 450 000      | 3e           | 23 | 12 mars 2013    | en augmentation    | 1 762 000      | 2e             |              |
| 11 | 20 novembre 2012   | en augmentation | 1 501 000      | 3e           | 24 | 19 mars 2013    | en diminution      | 1 674 000      | 2e             |              |
| 12 | 27 novembre 2012   | en augmentation | 1 562 000      | 2e           | 25 | 26 mars 2013    | en augmentation    | 1 776 000      | 1er            |              |
| 13 | 4 décembre 2012    | en augmentation | 1 664 000      | 1er          |    |                 |                    |                |                |              |

### Deuxième saison (2013-2014)
Cette saison a été diffusée du mardi 10 septembre 2013 au mardi 1er avril 2014 sur ICI Radio-Canada Télé.
Résumé
Cotes d'écoute
Il est important de noter qu'à partir du 19 novembre 2013, Numeris a commencé à publier les données finales des cotes d'écoute en incluant les visionnements des enregistrements sept jours suivant la diffusion de l'épisode.
Pour les cotes d'écoute en direct, soit du 10 septembre 2013 au 12 novembre 2013, la série a perdu un peu plus de 250 000 téléspectateurs. En moyenne, elle a été visionnée par 1 730 000 téléspectateurs. Pour le reste de la saison, c'est-à-dire du 19 novembre 2013 au 1er avril 2014, la moyenne des cotes d'écoute est de 1 996 600 téléspectateurs, ce qui inclut les enregistrements.
| №  | Première diffusion | Cotes d'écoute  | Cotes d'écoute | Rang semaine |    | №                | Première diffusion | Cotes d'écoute | Cotes d'écoute | Rang semaine |
| -- | ------------------ | --------------- | -------------- | ------------ | -- | ---------------- | ------------------ | -------------- | -------------- | ------------ |
| 1  | 10 septembre 2013  | en augmentation | 1 830 000      | 1er          | 13 | 3 décembre 2013  | en augmentation    | 2 113 000      | 1er            |              |
| 2  | 17 septembre 2013  | en diminution   | 1 820 000      | 2e           | 14 | 10 décembre 2013 | en diminution      | 2 025 000      | 1er            |              |
| 3  | 24 septembre 2013  | en diminution   | 1 792 000      | 2e           | 15 | 14 janvier 2014  | en augmentation    | 2 068 000      | 2e             |              |
| 4  | 1er octobre 2013   | en diminution   | 1 639 000      | 2e           | 16 | 21 janvier 2014  | en augmentation    | 2 110 000      | 2e             |              |
| 5  | 8 octobre 2013     | en augmentation | 1 883 000      | 1er          | 17 | 28 janvier 2014  | en diminution      | 1 948 000      | 3e             |              |
| 6  | 15 octobre 2013    | en diminution   | 1 629 000      | 1er          | 18 | 4 février 2014   | en diminution      | 1 919 000      | 3e             |              |
| 7  | 22 octobre 2013    | en augmentation | 1 729 000      | 2e           | 19 | 25 février 2014  | en augmentation    | 1 963 000      | 2e             |              |
| 8  | 29 octobre 2013    | en diminution   | 1 616 000      | 2e           | 20 | 4 mars 2014      | en diminution      | 1 887 000      | 2e             |              |
| 9  | 5 novembre 2013    | en augmentation | 1 684 000      | 1er          | 21 | 11 mars 2014     | en augmentation    | 1 967 000      | 2e             |              |
| 10 | 12 novembre 2013   | en diminution   | 1 645 000      | 2e           | 22 | 18 mars 2014     | en diminution      | 1 918 000      | 3e             |              |
| 11 | 19 novembre 2013   | en stagnation   | 2 038 000      | 1er          | 23 | 25 mars 2014     | en augmentation    | 1 957 000      | 3e             |              |
| 12 | 26 novembre 2013   | en diminution   | 2 029 000      | 1er          | 24 | 1er avril 2014   | en augmentation    | 2 010 000      | 2e             |              |

### Troisième saison (2014-2015)
Cette saison a été diffusée le mardi du 16 septembre 2014 au 31 mars 2015 sur ICI Radio-Canada Télé.
Résumé
Unité 9 - Le webdocumentaire
Pendant l'hiver 2015, Fabienne Larouche a présenté un nouveau projet, intitulé Unité 9 le webdocumentaire. Ce projet a eu pour but de recueillir des témoignages de 13 femmes qui vivent ou qui ont vécu dans un milieu carcéral. Il a d'abord été dévoilé via le web puis a été diffusé à la télévision à la fin de la saison.
Cotes d'écoute
Cette saison a été regardée par 2 111 500 téléspectateurs en moyenne. La finale, soit le 24e épisode, diffusé le 31 mars 2015, a été l'épisode le plus regardé, avec 2 248 000 téléspectateurs. Le 9e épisode, diffusé le 11 novembre 2015, a été le moins écouté, avec 1 983 000 téléspectateurs.
| №  | Première diffusion | Cotes d'écoute  | Cotes d'écoute | Rang semaine |    | №               | Première diffusion | Cotes d'écoute | Cotes d'écoute | Rang semaine |
| -- | ------------------ | --------------- | -------------- | ------------ | -- | --------------- | ------------------ | -------------- | -------------- | ------------ |
| 1  | 16 septembre 2014  | en augmentation | 2 182 000      | 1er          | 13 | 13 janvier 2015 | en diminution      | 2 049 000      | 2e             |              |
| 2  | 23 septembre 2014  | en diminution   | 1 986 000      | 1er          | 14 | 20 janvier 2015 | en diminution      | 2 003 000      | 3e             |              |
| 3  | 30 septembre 2014  | en augmentation | 2 240 000      | 1er          | 15 | 27 janvier 2015 | en augmentation    | 2 040 000      | 2e             |              |
| 4  | 7 octobre 2014     | en diminution   | 2 122 000      | 1er          | 16 | 3 février 2015  | en augmentation    | 2 139 000      | 2e             |              |
| 5  | 14 octobre 2014    | en augmentation | 2 139 000      | 1er          | 17 | 10 février 2015 | en diminution      | 2 111 000      | 2e             |              |
| 6  | 21 octobre 2014    | en diminution   | 2 035 000      | 2e           | 18 | 17 février 2015 | en diminution      | 2 109 000      | 2e             |              |
| 7  | 28 octobre 2014    | en augmentation | 2 104 000      | 1er          | 19 | 24 février 2015 | en diminution      | 2 079 000      | 2e             |              |
| 8  | 4 novembre 2014    | en diminution   | 2 026 000      | 1er          | 20 | 3 mars 2015     | en augmentation    | 2 131 000      | 2e             |              |
| 9  | 11 novembre 2014   | en diminution   | 1 983 000      | 1er          | 21 | 10 mars 2015    | en diminution      | 2 108 000      | 3e             |              |
| 10 | 18 novembre 2014   | en augmentation | 2 111 000      | 1er          | 22 | 17 mars 2015    | en augmentation    | 2 119 000      | 2e             |              |
| 11 | 25 novembre 2014   | en augmentation | 2 204 000      | 1er          | 23 | 24 mars 2015    | en augmentation    | 2 220 000      | 2e             |              |
| 12 | 2 décembre 2014    | en diminution   | 2 188 000      | 1er          | 24 | 31 mars 2015    | en augmentation    | 2 248 000      | 2e             |              |

### Quatrième saison (2015-2016)
Cette saison a été diffusée du 15 septembre 2015 au 29 mars 2016 sur ICI Radio-Canada Télé.
Résumé
Marie fait face aux derniers incidents en lien avec Sébastien et Léa. Elle croit que sa fille a été abusée sexuellement par Benoît. Pour elle, aucun obstacle n'est assez grand pour arrêter sa volonté de se venger sur celui en qui elle avait confiance. Pendant ce temps, Normand essaie de son mieux de prendre le contrôle de la prison. Hélas, on lui dissimule une trop grande quantité d'informations. Par conséquent, la gestion de la sécurité à Lietteville se fait de plus en plus difficilement.
Capsules La postière
La postière est une série de dix capsules web suivant le personnage de Jeannette Couturier, interprété par Carmen Sylvestre, nouvelle postière de Lietteville, qui découvre le traitement du courrier des détenues en milieu carcéral. Pour cela, elle est aidée du chef de la sécurité Marco Choquette, interprété par Mathieu Baron.

La diffusion des capsules a débuté le 15 septembre 2015 et s'est terminée le 17 novembre. Elles étaient mises en ligne peu après la diffusion d'Unité 9.
Cotes d'écoute
Cette saison a été regardée par 2 028 000 téléspectateurs en moyenne. Le 9e épisode, diffusé le 10 novembre 2015, a été l'épisode le plus regardé, avec 2 130 000 téléspectateurs. Le 2e épisode, diffusé le 22 septembre 2015, a été le moins écouté, avec 1 913 000 téléspectateurs.
| №  | Première diffusion | Cotes d'écoute  | Cotes d'écoute | Rang semaine |    | №               | Première diffusion | Cotes d'écoute | Cotes d'écoute | Rang semaine |
| -- | ------------------ | --------------- | -------------- | ------------ | -- | --------------- | ------------------ | -------------- | -------------- | ------------ |
| 1  | 15 septembre 2015  | en diminution   | 1 972 000      | 1er          | 13 | 12 janvier 2016 | en augmentation    | 2 054 000      | 3e             |              |
| 2  | 22 septembre 2015  | en diminution   | 1 913 000      | 1er          | 14 | 19 janvier 2016 | en diminution      | 2 001 000      | 3e             |              |
| 3  | 29 septembre 2015  | en augmentation | 1 941 000      | 2e           | 15 | 26 janvier 2016 | en diminution      | 1 951 000      | 2e             |              |
| 4  | 6 octobre 2015     | en augmentation | 2 008 000      | 1er          | 16 | 2 février 2016  | en augmentation    | 1 988 000      | 2e             |              |
| 5  | 13 octobre 2015    | en augmentation | 2 043 000      | 1er          | 17 | 9 février 2016  | en augmentation    | 2 083 000      | 2e             |              |
| 6  | 20 octobre 2015    | en augmentation | 2 053 000      | 1er          | 18 | 16 février 2016 | en augmentation    | 2 094 000      | 2e             |              |
| 7  | 27 octobre 2015    | en diminution   | 1 999 000      | 1er          | 19 | 23 février 2016 | en diminution      | 1 997 000      | 2e             |              |
| 8  | 3 novembre 2015    | en diminution   | 1 976 000      | 1er          | 20 | 1er mars 2016   | en augmentation    | 2 102 000      | 2e             |              |
| 9  | 10 novembre 2015   | en augmentation | 2 130 000      | 1er          | 21 | 8 mars 2016     | en diminution      | 2 056 000      | 2e             |              |
| 10 | 17 novembre 2015   | en diminution   | 2 108 000      | 1er          | 22 | 15 mars 2016    | en augmentation    | 2 097 000      | 2e             |              |
| 11 | 24 novembre 2015   | en diminution   | 2 089 000      | 1er          | 23 | 22 mars 2016    | en diminution      | 2 040 000      | 2e             |              |
| 12 | 1er décembre 2015  | en diminution   | 1 958 000      | 1er          | 24 | 29 mars 2016    | en diminution      | 2 018 000      | 2e             |              |

### Cinquième saison (2016-2017)
Cette saison a été diffusée du 13 septembre 2016 au 28 mars 2017 sur ICI Radio-Canada Télé.
Résumé
À la suite de la tentative de suicide de Marie, sa famille, les membres du personnel ainsi que les détenues se sentent tous affectés et entrent en réflexion. Jeanne, Suzanne, Kim, Marie-Gisèle et Cameron se demandent si elles ont le droit de vivre. Benoit et George hésitent à faire part de ces événements à Lucie qui vient d'accoucher.
Pendant ce temps, Normand, qui doit subir une greffe de la cornée après l'attaque de Brittany, est dans l'incapacité de reprendre ses fonctions. Marie-France Caron le remplace en tant que directrice par intérim, profitant de cette opportunité pour montrer son aptitude à diriger un milieu carcéral. Des changements sont à prévoir, notamment au sujet des interventions. Elle est appréciée de tous. Les relations entre membres du personnel et détenues devront être revues, Madeleine et Josée étant les premières à le réaliser.
Capsules Personnages 360
Personnages 360 est une série de dix capsules web animée par Josélito Michaud en entrevue avec Guylaine Tremblay, François Papineau, Eve Landry, Normand Daneau, Danielle Proulx, Marie-Chantal Perron, Ayisha Issa, Luc Guérin, Céline Bonnier et Élise Guilbault en discutant de leurs personnages qui jouent dans la série puis ce qu'il leur a marqué.
Cotes d'écoute
Cette saison a été regardée par 1 937 000 téléspectateurs en moyenne. Le 13e épisode, diffusé le 10 janvier 2017, a été l'épisode le plus regardé, avec 2 067 000 téléspectateurs. Le 9e épisode, diffusé le 8 novembre 2016, a été le moins écouté, avec 1 728 000 téléspectateurs.
| №  | Première diffusion | Cotes d'écoute  | Cotes d'écoute | Rang semaine |    | №               | Première diffusion | Cotes d'écoute | Cotes d'écoute | Rang semaine |
| -- | ------------------ | --------------- | -------------- | ------------ | -- | --------------- | ------------------ | -------------- | -------------- | ------------ |
| 1  | 13 septembre 2016  | en diminution   | 1 943 000      | 1er          | 13 | 10 janvier 2017 | en augmentation    | 2 067 000      | 1er            |              |
| 2  | 20 septembre 2016  | en diminution   | 1 833 000      | 1er          | 14 | 17 janvier 2017 | en diminution      | 2 027 000      | 3e             |              |
| 3  | 27 septembre 2016  | en diminution   | 1 805 000      | 2e           | 15 | 24 janvier 2017 | en diminution      | 2 010 000      | 1er            |              |
| 4  | 4 octobre 2016     | en augmentation | 1 922 000      | 2e           | 16 | 31 janvier 2017 | en diminution      | 1 927 000      | 1er            |              |
| 5  | 11 octobre 2016    | en augmentation | 2 008 000      | 2e           | 17 | 7 février 2017  | en augmentation    | 2 011 000      | 2e             |              |
| 6  | 18 octobre 2016    | en diminution   | 1 873 000      | 2e           | 18 | 14 février 2017 | en diminution      | 1 961 000      | 2e             |              |
| 7  | 25 octobre 2016    | en augmentation | 2 036 000      | 2e           | 19 | 21 février 2017 | en diminution      | 1 874 000      | 2e             |              |
| 8  | 1er novembre 2016  | en diminution   | 1 931 000      | 2e           | 20 | 28 février 2017 | en diminution      | 1 753 000      | 2e             |              |
| 9  | 8 novembre 2016    | en diminution   | 1 728 000      | 2e           | 21 | 7 mars 2017     | en augmentation    | 1 972 000      | 2e             |              |
| 10 | 15 novembre 2016   | en augmentation | 1 993 000      | 2e           | 22 | 14 mars 2017    | en augmentation    | 1 984 000      | 2e             |              |
| 11 | 22 novembre 2016   | en diminution   | 1 903 000      | 2e           | 23 | 21 mars 2017    | en diminution      | 1 966 000      | 2e             |              |
| 12 | 29 novembre 2016   | en augmentation | 2 027 000      | 2e           | 24 | 28 mars 2017    | en diminution      | 1 943 000      | 2e             |              |

### Sixième saison (2017-2018)
La diffusion de la sixième saison a débuté le mardi 12 septembre 2017 sur ICI Radio-Canada Télé.
Résumé
L’établissement de Lietteville est en émoi. Jeanne Biron reste introuvable alors qu’on vient d’améliorer le système de sécurité. Normand Despins tient à la retrouver, morte ou vivante.
Le procès de Caroline Laplante retient l’attention de beaucoup de monde. Cette ex-responsable de la sécurité porte plus que son crime, mais aussi la réputation du Service carcéral canadien. Le témoignage de Brittany Sizzla est déterminant, et les principaux intéressés Normand Despins et Marie France Caron sont impatients de voir ce qu’elle va révéler à la Cour.
Marie Lamontagne reste très intéressée par tout ce qui se produit à Lietteville. L’évasion de Jeanne et le procès de Caroline l’interpellent. Elle souffre de n’être qu’une spectatrice silencieuse. Les analyses qu’elle entend de ces situations lui font comprendre que personne n’est en mesure d’apporter les nuances nécessaires dans ces dossiers si particuliers.
Le personnel de Lietteville, autant les intervenants que le personnel de sécurité, est tenu de redorer l’image de l’établissement. La nomination de Marie-France Caron à un poste dans le ministère de la Sécurité publique lui permet de recroiser l’agent Marco Choquette à quelques occasions. Elle tient à comprendre le rôle qu’il a joué dans son éviction.
Dans ces circonstances, la vie en unité devient plus stressante, et aucune détenue n’échappe à la vigilance de l’équipe menée par Normand Despins. Ce dernier pense qu’une présence plus importante d’IPL masculins, notamment au maximum, est une bonne chose pour tout le monde.
De nouvelles alliances se tissent entre les détenues. Kim, Shandy, Bétina, Mariposa, Jessica, Henriette, Cameron et sœur Marie-Gisèle devront choisir avec qui elles veulent faire face à une surveillance encore plus intimidante.
Deux nouvelles détenues viendront grossir les rangs de celles qui purgent déjà leur peine. Elles vont amener le personnel et les femmes en détention à affronter de nouvelles situations, tant sur le plan des rapports humains que celui des différentes relations d’aide.
Capsule web:Les fans
Les fans est une série de six épisodes dont l'animatrice Guylaine Guay et l'auteure Danielle Trottier ont convié quelques fans à visiter les studios de la série dramatique Unité 9, dans le but de les connaitre davantage et d'échanger avec eux. Mais, au détour d'un couloir, une belle surprise les attendait...
Cotes d'écoute
La première partie de cette saison connait un ralentissement, ne dépassant pas la barre de 2 millions de téléspectateurs. Cette saison a été regardée par 1 526 000 téléspectateurs en moyenne. Le 12e épisode, diffusé le 28 novembre 2017, a été l'épisode le plus regardé, avec 1 785 000 téléspectateurs. Le 9e épisode, diffusé le 7 novembre 2017, a été le moins écouté, avec 1 405 000 téléspectateurs.
| №  | Première diffusion | Cotes d'écoute  | Cotes d'écoute | Rang semaine |    | №               | Première diffusion | Cotes d'écoute | Cotes d'écoute | Rang semaine |
| -- | ------------------ | --------------- | -------------- | ------------ | -- | --------------- | ------------------ | -------------- | -------------- | ------------ |
| 1  | 12 septembre 2017  | en diminution   | 1 714 000      | 1er          | 13 | 9 janvier 2018  | en diminution      | 1 633 000      | 1er            |              |
| 2  | 19 septembre 2017  | en diminution   | 1 501 000      | 2e           | 14 | 16 janvier 2018 | en diminution      | 1 516 000      | 2e             |              |
| 3  | 26 septembre 2017  | en augmentation | 1 602 000      | 2e           | 15 | 23 janvier 2018 | en augmentation    | 1 608 000      | 1er            |              |
| 4  | 3 octobre 2017     | en augmentation | 1 607 000      | 2e           | 16 | 30 janvier 2018 | en stagnation      | 1 608 000      | 1er            |              |
| 5  | 10 octobre 2017    | en diminution   | 1 589 000      | 2e           | 17 | 6 février 2018  | en diminution      | 1 560 000      | 2e             |              |
| 6  | 17 octobre 2017    | en diminution   | 1 539 000      | 2e           | 18 | 27 février 2018 | en diminution      | 1 414 000      | 3e             |              |
| 7  | 24 octobre 2017    | en diminution   | 1 533 000      | 2e           | 19 | 6 mars 2018     | en augmentation    | 1 548 000      | 3e             |              |
| 8  | 31 octobre 2017    | en diminution   | 1 528 000      | 2e           | 20 | 13 mars 2018    | en diminution      | 1 524 000      | 3e             |              |
| 9  | 7 novembre 2017    | en diminution   | 1 405 000      | 2e           | 21 | 20 mars 2018    | en diminution      | 1 516 000      | 2e             |              |
| 10 | 14 novembre 2017   | en augmentation | 1 520 000      | 2e           | 22 | 27 mars 2018    | en augmentation    | 1 627 000      | 2e             |              |
| 11 | 21 novembre 2017   | en diminution   | 1 516 000      | 1er          | 23 | 3 avril 2018    | en diminution      | 1 476 000      | 2e             |              |
| 12 | 28 novembre 2017   | en augmentation | 1 785 000      | 1er          | 24 | 10 avril 2018   | en augmentation    | 1 663 000      | 2e             |              |

## Univers de la série

### Personnages
Le personnage central de la série est Marie Lamontagne, qui est incarcérée dans la prison de Lietteville. Elle est entourée par plusieurs autres détenues, qui viennent et qui partent au fil des saisons, ainsi que par les membres du personnel. Plusieurs membres des familles de tous ces personnages, ainsi que leur entourage, font des apparitions plus ou moins importantes.

#### Détenues et leur entourage

##### Marie Lamontagne
Interprétée par Guylaine Tremblay.
Lieux de détention
- Présent : Libérée (saison 5, 6 et 7)
- Passés : Unité 9 (saisons 1, 2, 3 et 4), Isolement (saison 1, 2 et 4), Maximum (saison 2), Aile psychiatrique (saison 1), Hôpital (saisons 3 et 5)

Fonctions dans l'établissement
- Passé : Présidente du comité des détenues (saisons 1, 2 et 3)
- Présent : Intervenante auprès des détenues (saisons 6 et 7)

Raison de l'incarcération
Marie Lamontagne est mère de trois enfants, deux avec son mari décédé, Léa et Sébastien Petit, et une, Lucie Lamontagne, avec son père Yvon Lamontagne, qui a abusé d'elle lorsqu'elle était jeune. Beaucoup plus tard, Yvon récidive et tente d'abuser de Léa, qui se défend et le blesse avec un couteau. Marie prend alors la place de sa fille et est accusée de la tentative d'assassinat prémédité de son père. Elle obtient une sentence d'une durée de sept ans.
Résumé
- Saison 1 : Au départ, se sentant éprouvée d'être incarcérée dans l'unité 9 de la prison de Lietteville, Marie devient présidente du comité des détenues. Georges, qui apprend la vérité sur l'incarcération de Marie, lui dit ce qu'il connaît. Marie subit alors un choc en sachant que son secret a été découvert et est envoyée à l'aile psychiatrique, où elle essaie d'étrangler une détenue[182].
- Saison 2 : Après un séjour en isolement et au maximum, Marie retourne dans l'unité 9 où des tensions commencent à apparaître entre les détenues de son unité et celle de la 7 concernant la drogue. Jeanne lui donne un couteau pour se défendre si nécessaire. Ce dernier tombe entre les mains de Bouba, qui poignarde Marie[183].
- Saison 3 : Ayant survécu à son agression, Marie revient de l'hôpital à l'unité 9. Elle épouse Benoît. Par la suite, Sébastien découvre que Léa est amoureuse de son nouveau père. Après quelques mauvaises interprétations, Marie croit que Benoît abuse de Léa. Au même moment, Léa et Sébastien meurent dans un accident de la route[184].
- Saison 4 : Marie tente de poursuivre Benoît en justice, mais est arrêtée faute de preuve. En raison de son comportement dans ces moments difficiles, Georges et Lucie s'éloignent de Marie. Se sentant seule, elle tente de se suicider[185].
- Saison 5 : Marie, ayant survécu de justesse, se retrouve à l'hôpital. Madeleine, Benoît, Georges, Jeanne et Cameron lui rendent visite. Elle se rétablit assez rapidement et, avec les encouragements de Jeanne, accepte la proposition de Marie-France d'aller résider pour quelque temps à l'unité de vie structurée. Elle organise une fête de départ pour Caroline, qui quitte Lietteville. Marie encourage Jessica à faire les démarches nécessaires pour s'impliquer dans des ateliers mère-enfants. Elle l'encourage aussi à aller avec elle rencontrer Suzanne, qui sera bientôt libérée. Pendant ce temps, Marie rencontre Steven pour discuter des lettres qu'elle a écrites avant sa tentative de suicide. Elle lui avoue que Lucie est sa fille. Marie obtient une sortie sans escorte d'une journée qu'elle passe avec Benoît. Marie-France, ayant étudié le dossier de Marie, lui accorde par la suite une sortie prolongée avec un engagement de se présenter devant la commission.

| Apparitions | Apparitions | Apparitions | Apparitions | Apparitions | Apparitions | Apparitions | Apparitions | Apparitions | Apparitions | Apparitions | Apparitions | Apparitions | Apparitions | Apparitions | Apparitions | Apparitions | Apparitions | Apparitions | Apparitions | Apparitions | Apparitions | Apparitions | Apparitions | Apparitions | Apparitions | Apparitions |
| Saison      | Épisode     | Épisode     | Épisode     | Épisode     | Épisode     | Épisode     | Épisode     | Épisode     | Épisode     | Épisode     | Épisode     | Épisode     | Épisode     | Épisode     | Épisode     | Épisode     | Épisode     | Épisode     | Épisode     | Épisode     | Épisode     | Épisode     | Épisode     | Épisode     | Épisode     | Total       |
| ----------- | ----------- | ----------- | ----------- | ----------- | ----------- | ----------- | ----------- | ----------- | ----------- | ----------- | ----------- | ----------- | ----------- | ----------- | ----------- | ----------- | ----------- | ----------- | ----------- | ----------- | ----------- | ----------- | ----------- | ----------- | ----------- | ----------- |
| Saison      | 1           | 2           | 3           | 4           | 5           | 6           | 7           | 8           | 9           | 10          | 11          | 12          | 13          | 14          | 15          | 16          | 17          | 18          | 19          | 20          | 21          | 22          | 23          | 24          | 25          | 163         |
| 1           |             |             |             |             |             |             |             |             |             |             |             |             |             |             |             |             |             |             |             |             |             |             |             |             |             | 25          |
| 2           |             |             |             |             |             |             |             |             |             |             |             |             |             |             |             |             |             |             |             |             |             |             |             |             |             | 24          |
| 3           |             |             |             |             |             |             |             |             |             |             |             |             |             |             |             |             |             |             |             |             |             |             |             |             | 24          |             |
| 4           |             |             |             |             |             |             |             |             |             |             |             |             |             |             |             |             |             |             |             |             |             |             |             |             | 24          |             |
| 5           |             |             |             |             |             |             |             |             |             |             |             |             |             |             |             |             |             |             |             |             |             |             |             |             | 19          |             |
| 6           |             |             |             |             |             |             |             |             |             |             |             |             |             |             |             |             |             |             |             |             |             |             |             |             |             | 23          |
| 7           |             |             |             |             |             |             |             |             |             |             |             |             |             |             |             |             |             |             |             |             |             |             |             |             | 24          |             |

##### Lucie Lamontagne
Interprétée par Émilie Bibeau.
Relation
Introduite dans la série comme étant la sœur de Marie Lamontagne, il a été révélé lors de la deuxième saison que Lucie est en fait sa fille qu'elle a eu avec Yvon Lamontagne. Elle est donc la demi-sœur de Léa et Sébastien Petit. Lucie est aussi en couple avec Bertrand Parizeau et ils ont un enfant.
Résumé
- Saison 4 : Lucie apprend la mort de Léa et Sébastien. Étant très affectée, elle essaie de joindre Marie pour lui parler, mais cette dernière ne retourne pas ses demandes. Elle est mise au courant de la tentative de poursuite de Marie envers Benoît, qui échoue peu après. Étant du côté de Benoît, Lucie en veut à Marie d'avoir fait ces démarches. Elle rompt de ce fait sa relation avec sa mère. Étant enceinte lors de ces événements, Lucie accouche d'une petite fille[186].

| Apparitions | Apparitions | Apparitions | Apparitions | Apparitions | Apparitions | Apparitions | Apparitions | Apparitions | Apparitions | Apparitions | Apparitions | Apparitions | Apparitions | Apparitions | Apparitions | Apparitions | Apparitions | Apparitions | Apparitions | Apparitions | Apparitions | Apparitions | Apparitions | Apparitions | Apparitions | Apparitions |
| Saison      | Épisode     | Épisode     | Épisode     | Épisode     | Épisode     | Épisode     | Épisode     | Épisode     | Épisode     | Épisode     | Épisode     | Épisode     | Épisode     | Épisode     | Épisode     | Épisode     | Épisode     | Épisode     | Épisode     | Épisode     | Épisode     | Épisode     | Épisode     | Épisode     | Épisode     | Total       |
| ----------- | ----------- | ----------- | ----------- | ----------- | ----------- | ----------- | ----------- | ----------- | ----------- | ----------- | ----------- | ----------- | ----------- | ----------- | ----------- | ----------- | ----------- | ----------- | ----------- | ----------- | ----------- | ----------- | ----------- | ----------- | ----------- | ----------- |
| Saison      | 1           | 2           | 3           | 4           | 5           | 6           | 7           | 8           | 9           | 10          | 11          | 12          | 13          | 14          | 15          | 16          | 17          | 18          | 19          | 20          | 21          | 22          | 23          | 24          | 25          | 59          |
| 1           |             |             |             |             |             |             |             |             |             |             |             |             |             |             |             |             |             |             |             |             |             |             |             |             |             | 21          |
| 2           |             |             |             |             |             |             |             |             |             |             |             |             |             |             |             |             |             |             |             |             |             |             |             |             |             | 9           |
| 3           |             |             |             |             |             |             |             |             |             |             |             |             |             |             |             |             |             |             |             |             |             |             |             |             | 8           |             |
| 4           |             |             |             |             |             |             |             |             |             |             |             |             |             |             |             |             |             |             |             |             |             |             |             |             | 11          |             |
| 5           |             |             |             |             |             |             |             |             |             |             |             |             |             |             |             |             |             |             |             |             |             |             |             |             | 4           |             |
| 6           |             |             |             |             |             |             |             |             |             |             |             |             |             |             |             |             |             |             |             |             |             |             |             |             |             | 7           |
| 7           |             |             |             |             |             |             |             |             |             |             |             |             |             |             |             |             |             |             |             |             |             |             |             |             | 0           |             |

##### Léa Petit
Interprétée par Frédérique Dufort.
Relation
Léa est la fille de Marie Lamontagne, la sœur de Sébastien Petit, et la demi-sœur de Lucie Lamontagne.
| Apparitions | Apparitions | Apparitions | Apparitions | Apparitions | Apparitions | Apparitions | Apparitions | Apparitions | Apparitions | Apparitions | Apparitions | Apparitions | Apparitions | Apparitions | Apparitions | Apparitions | Apparitions | Apparitions | Apparitions | Apparitions | Apparitions | Apparitions | Apparitions | Apparitions | Apparitions | Apparitions |
| Saison      | Épisode     | Épisode     | Épisode     | Épisode     | Épisode     | Épisode     | Épisode     | Épisode     | Épisode     | Épisode     | Épisode     | Épisode     | Épisode     | Épisode     | Épisode     | Épisode     | Épisode     | Épisode     | Épisode     | Épisode     | Épisode     | Épisode     | Épisode     | Épisode     | Épisode     | Total       |
| ----------- | ----------- | ----------- | ----------- | ----------- | ----------- | ----------- | ----------- | ----------- | ----------- | ----------- | ----------- | ----------- | ----------- | ----------- | ----------- | ----------- | ----------- | ----------- | ----------- | ----------- | ----------- | ----------- | ----------- | ----------- | ----------- | ----------- |
| Saison      | 1           | 2           | 3           | 4           | 5           | 6           | 7           | 8           | 9           | 10          | 11          | 12          | 13          | 14          | 15          | 16          | 17          | 18          | 19          | 20          | 21          | 22          | 23          | 24          | 25          | 52          |
| 1           |             |             |             |             |             |             |             |             |             |             |             |             |             |             |             |             |             |             |             |             |             |             |             |             |             | 21          |
| 2           |             |             |             |             |             |             |             |             |             |             |             |             |             |             |             |             |             |             |             |             |             |             |             |             |             | 8           |
| 3           |             |             |             |             |             |             |             |             |             |             |             |             |             |             |             |             |             |             |             |             |             |             |             |             | 19          |             |
| 4           |             |             |             |             |             |             |             |             |             |             |             |             |             |             |             |             |             |             |             |             |             |             |             |             | 3           |             |
| 5           |             |             |             |             |             |             |             |             |             |             |             |             |             |             |             |             |             |             |             |             |             |             |             |             | 1           |             |

##### Sébastien Petit
Interprété par Olivier Barrette.
Relation
Sébastien est le fils de Marie Lamontagne, le frère de Léa Petit, et le demi-frère de Lucie Lamontagne.
| Apparitions | Apparitions | Apparitions | Apparitions | Apparitions | Apparitions | Apparitions | Apparitions | Apparitions | Apparitions | Apparitions | Apparitions | Apparitions | Apparitions | Apparitions | Apparitions | Apparitions | Apparitions | Apparitions | Apparitions | Apparitions | Apparitions | Apparitions | Apparitions | Apparitions | Apparitions | Apparitions |
| Saison      | Épisode     | Épisode     | Épisode     | Épisode     | Épisode     | Épisode     | Épisode     | Épisode     | Épisode     | Épisode     | Épisode     | Épisode     | Épisode     | Épisode     | Épisode     | Épisode     | Épisode     | Épisode     | Épisode     | Épisode     | Épisode     | Épisode     | Épisode     | Épisode     | Épisode     | Total       |
| ----------- | ----------- | ----------- | ----------- | ----------- | ----------- | ----------- | ----------- | ----------- | ----------- | ----------- | ----------- | ----------- | ----------- | ----------- | ----------- | ----------- | ----------- | ----------- | ----------- | ----------- | ----------- | ----------- | ----------- | ----------- | ----------- | ----------- |
| Saison      | 1           | 2           | 3           | 4           | 5           | 6           | 7           | 8           | 9           | 10          | 11          | 12          | 13          | 14          | 15          | 16          | 17          | 18          | 19          | 20          | 21          | 22          | 23          | 24          | 25          | 29          |
| 1           |             |             |             |             |             |             |             |             |             |             |             |             |             |             |             |             |             |             |             |             |             |             |             |             |             | 13          |
| 2           |             |             |             |             |             |             |             |             |             |             |             |             |             |             |             |             |             |             |             |             |             |             |             |             |             | 9           |
| 3           |             |             |             |             |             |             |             |             |             |             |             |             |             |             |             |             |             |             |             |             |             |             |             |             | 5           |             |
| 4           |             |             |             |             |             |             |             |             |             |             |             |             |             |             |             |             |             |             |             |             |             |             |             |             | 2           |             |

##### Yvon Lamontagne
Interprété par Pierre Collin.
Relation
Yvon est le père de Marie et Lucie Lamontagne. Sébastien et Léa Petit sont ses petits-enfants.
| Apparitions | Apparitions | Apparitions | Apparitions | Apparitions | Apparitions | Apparitions | Apparitions | Apparitions | Apparitions | Apparitions | Apparitions | Apparitions | Apparitions | Apparitions | Apparitions | Apparitions | Apparitions | Apparitions | Apparitions | Apparitions | Apparitions | Apparitions | Apparitions | Apparitions | Apparitions | Apparitions |
| Saison      | Épisode     | Épisode     | Épisode     | Épisode     | Épisode     | Épisode     | Épisode     | Épisode     | Épisode     | Épisode     | Épisode     | Épisode     | Épisode     | Épisode     | Épisode     | Épisode     | Épisode     | Épisode     | Épisode     | Épisode     | Épisode     | Épisode     | Épisode     | Épisode     | Épisode     | Total       |
| ----------- | ----------- | ----------- | ----------- | ----------- | ----------- | ----------- | ----------- | ----------- | ----------- | ----------- | ----------- | ----------- | ----------- | ----------- | ----------- | ----------- | ----------- | ----------- | ----------- | ----------- | ----------- | ----------- | ----------- | ----------- | ----------- | ----------- |
| Saison      | 1           | 2           | 3           | 4           | 5           | 6           | 7           | 8           | 9           | 10          | 11          | 12          | 13          | 14          | 15          | 16          | 17          | 18          | 19          | 20          | 21          | 22          | 23          | 24          | 25          | 16          |
| 1           |             |             |             |             |             |             |             |             |             |             |             |             |             |             |             |             |             |             |             |             |             |             |             |             |             | 15          |
| 2           |             |             |             |             |             |             |             |             |             |             |             |             |             |             |             |             |             |             |             |             |             |             |             |             |             | 1           |

##### Benoît Frigon
Interprété par Patrice L'Écuyer.
Relation
Benoît est un ancien collègue de Marie Lamontagne. Ils se marient lors de la troisième saison.
| Apparitions | Apparitions | Apparitions | Apparitions | Apparitions | Apparitions | Apparitions | Apparitions | Apparitions | Apparitions | Apparitions | Apparitions | Apparitions | Apparitions | Apparitions | Apparitions | Apparitions | Apparitions | Apparitions | Apparitions | Apparitions | Apparitions | Apparitions | Apparitions | Apparitions | Apparitions | Apparitions |
| Saison      | Épisode     | Épisode     | Épisode     | Épisode     | Épisode     | Épisode     | Épisode     | Épisode     | Épisode     | Épisode     | Épisode     | Épisode     | Épisode     | Épisode     | Épisode     | Épisode     | Épisode     | Épisode     | Épisode     | Épisode     | Épisode     | Épisode     | Épisode     | Épisode     | Épisode     | Total       |
| ----------- | ----------- | ----------- | ----------- | ----------- | ----------- | ----------- | ----------- | ----------- | ----------- | ----------- | ----------- | ----------- | ----------- | ----------- | ----------- | ----------- | ----------- | ----------- | ----------- | ----------- | ----------- | ----------- | ----------- | ----------- | ----------- | ----------- |
| Saison      | 1           | 2           | 3           | 4           | 5           | 6           | 7           | 8           | 9           | 10          | 11          | 12          | 13          | 14          | 15          | 16          | 17          | 18          | 19          | 20          | 21          | 22          | 23          | 24          | 25          | 61          |
| 1           |             |             |             |             |             |             |             |             |             |             |             |             |             |             |             |             |             |             |             |             |             |             |             |             |             | 3           |
| 2           |             |             |             |             |             |             |             |             |             |             |             |             |             |             |             |             |             |             |             |             |             |             |             |             |             | 10          |
| 3           |             |             |             |             |             |             |             |             |             |             |             |             |             |             |             |             |             |             |             |             |             |             |             |             | 16          |             |
| 4           |             |             |             |             |             |             |             |             |             |             |             |             |             |             |             |             |             |             |             |             |             |             |             |             | 9           |             |
| 5           |             |             |             |             |             |             |             |             |             |             |             |             |             |             |             |             |             |             |             |             |             |             |             |             | 11          |             |
| 6           |             |             |             |             |             |             |             |             |             |             |             |             |             |             |             |             |             |             |             |             |             |             |             |             |             | 12          |
| 7           |             |             |             |             |             |             |             |             |             |             |             |             |             |             |             |             |             |             |             |             |             |             |             |             |             | 0           |

##### Bertrand Pariseau
Interprété par Danny Gilmore.
Relation
Bertrand est en couple avec Lucie Lamontagne et ils ont un enfant. Il est aussi l'ancien patron de Sébastien Petit.

##### Me Claude Marois
Interprétée par Amélie Grenier (saisons 2 et 3) et Dominique Pétin (saison 4).
Relation
Me Marois est l'avocate de Marie Lamontagne.

##### Suzanne Beauchemin
Interprétée par Céline Bonnier.
Lieux de détention
- Présent : Libérée (saisons 5 et 6)
- Passés : Unité 9 (saisons 1, 2, 3, 4 et 5), Hôpital  (saison 2), Arrêtée (saison 7)

Fonction dans l'établissement
- Passé : Bibliothécaire (saisons 2, 3 et 4)

Raison de l'incarcération
Suzanne Beauchemin était mariée et est mère de deux enfants, Jasmin et Rémi. Son mari était un homme violent qui la battait. Suzanne avertissait souvent la police de la violence qu'elle subissait. En raison de l'inaction de la police, qui ne faisait rien pour elle faute de preuves, Suzanne a engagé un homme pour assassiner son mari. Elle a obtenu une sentence de dix ans.
Résumé
- Saison 4 : Suzanne se rapproche de sa libération conditionnelle. Elle commence à travailler dans une animalerie où le propriétaire, Jean Hamelin, l'aide à éloigner la femme de son fils, Jasmin, qui la battait. Jean devient amoureux de Suzanne et, alors qu'elle allait accepter une demande en mariage, Martin apprend ce qu'elle a fait avec Jean au sujet de son fils. Il exige alors que Suzanne retourne à Lietteville immédiatement avec lui[188].
- Saison 5 : Martin, désapprouvant au départ ce qu'a fait Suzanne, réalise que c'était une bonne initiative de sa part. Il réalise aussi qu'elle s'est trouvée quelqu'un envers qui elle peut avoir confiance une fois libérée. Suzanne rencontre Jean et lui dit qu'elle n'a pas aimé faire l'amour avec lui, le décevant mais réalisant qu'ils doivent se dire la vérité s'ils veulent continuer ensemble. Elle a l'impression que les gens croient qu'elle n'est pas capable de rien faire par elle-même. Elle rencontre Jean une seconde fois, cette fois-ci en compagnie de Rémi, Jasmin et Mathilde. La détenue leur dit, avec le soutien de Jeanne, qu'elle ne veut plus se faire manipuler. Sa libération approchant à grands pas, Suzanne a peur et se sent nostalgique. Elle passe devant la commission des libérations conditionnelles, où elle et ses fils témoignent. Elle obtient sa libération, mais se cache un certain moment pour reprendre son courage à deux mains. Suzanne demande à Marie de dire à Jessica qu'elle aimerait la voir, ce que cette dernière accepte de faire à la dernière minute. Suzanne quitte alors Lietteville, et est accueillie dans le stationnement par sa famille.

| Apparitions | Apparitions | Apparitions | Apparitions | Apparitions | Apparitions | Apparitions | Apparitions | Apparitions | Apparitions | Apparitions | Apparitions | Apparitions | Apparitions | Apparitions | Apparitions | Apparitions | Apparitions | Apparitions | Apparitions | Apparitions | Apparitions | Apparitions | Apparitions | Apparitions | Apparitions | Apparitions |
| Saison      | Épisode     | Épisode     | Épisode     | Épisode     | Épisode     | Épisode     | Épisode     | Épisode     | Épisode     | Épisode     | Épisode     | Épisode     | Épisode     | Épisode     | Épisode     | Épisode     | Épisode     | Épisode     | Épisode     | Épisode     | Épisode     | Épisode     | Épisode     | Épisode     | Épisode     | Total       |
| ----------- | ----------- | ----------- | ----------- | ----------- | ----------- | ----------- | ----------- | ----------- | ----------- | ----------- | ----------- | ----------- | ----------- | ----------- | ----------- | ----------- | ----------- | ----------- | ----------- | ----------- | ----------- | ----------- | ----------- | ----------- | ----------- | ----------- |
| Saison      | 1           | 2           | 3           | 4           | 5           | 6           | 7           | 8           | 9           | 10          | 11          | 12          | 13          | 14          | 15          | 16          | 17          | 18          | 19          | 20          | 21          | 22          | 23          | 24          | 25          | 118         |
| 1           |             |             |             |             |             |             |             |             |             |             |             |             |             |             |             |             |             |             |             |             |             |             |             |             |             | 25          |
| 2           |             |             |             |             |             |             |             |             |             |             |             |             |             |             |             |             |             |             |             |             |             |             |             |             |             | 24          |
| 3           |             |             |             |             |             |             |             |             |             |             |             |             |             |             |             |             |             |             |             |             |             |             |             |             | 22          |             |
| 4           |             |             |             |             |             |             |             |             |             |             |             |             |             |             |             |             |             |             |             |             |             |             |             |             | 22          |             |
| 5           |             |             |             |             |             |             |             |             |             |             |             |             |             |             |             |             |             |             |             |             |             |             |             |             | 10          |             |
| 6           |             |             |             |             |             |             |             |             |             |             |             |             |             |             |             |             |             |             |             |             |             |             |             |             |             | 15          |
| 7           |             |             |             |             |             |             |             |             |             |             |             |             |             |             |             |             |             |             |             |             |             |             |             |             |             |             |

##### Jasmin Chartrand
Interprété par Charles-Alexandre Dubé.
Relation
Jasmin est le fils de Suzanne Beauchemin et le frère de Rémi Chartrand. Il est en couple avec Mathilde.

##### Rémi Chartrand
Interprété par Rémi Goulet.

##### Jean Hamelin
Interprété par Olivier Aubin.
Relation
Jean était le patron de Suzanne à l'animalerie. Ils sont amoureux l'un de l'autre.
Résumé
- Saison 4 : Jean accepte qu'une détenue vienne travailler dans son animalerie. Il fait donc la connaissance de Suzanne, et l'apprécie beaucoup. Jean apprend que le fils de Suzanne, Jasmin, bat sa femme, Mathilde. Il vient en aide à la détenue pour régler ce problème familial. Jean commence à être amoureux de Suzanne, et la demande en mariage. Cette dernière, au départ hésitante, allait accepter lorsque Martin apprend les différentes aventures que Jean a eu avec Suzanne et les éloignent l'un de l'autre.

| Apparitions | Apparitions | Apparitions | Apparitions | Apparitions | Apparitions | Apparitions | Apparitions | Apparitions | Apparitions | Apparitions | Apparitions | Apparitions | Apparitions | Apparitions | Apparitions | Apparitions | Apparitions | Apparitions | Apparitions | Apparitions | Apparitions | Apparitions | Apparitions | Apparitions | Apparitions |
| Saison      | Épisode     | Épisode     | Épisode     | Épisode     | Épisode     | Épisode     | Épisode     | Épisode     | Épisode     | Épisode     | Épisode     | Épisode     | Épisode     | Épisode     | Épisode     | Épisode     | Épisode     | Épisode     | Épisode     | Épisode     | Épisode     | Épisode     | Épisode     | Épisode     | Total       |
| ----------- | ----------- | ----------- | ----------- | ----------- | ----------- | ----------- | ----------- | ----------- | ----------- | ----------- | ----------- | ----------- | ----------- | ----------- | ----------- | ----------- | ----------- | ----------- | ----------- | ----------- | ----------- | ----------- | ----------- | ----------- | ----------- |
| Saison      | 1           | 2           | 3           | 4           | 5           | 6           | 7           | 8           | 9           | 10          | 11          | 12          | 13          | 14          | 15          | 16          | 17          | 18          | 19          | 20          | 21          | 22          | 23          | 24          | 12          |
| 4           |             |             |             |             |             |             |             |             |             |             |             |             |             |             |             |             |             |             |             |             |             |             |             |             | 8           |
| 5           |             |             |             |             |             |             |             |             |             |             |             |             |             |             |             |             |             |             |             |             |             |             |             |             | 4           |

##### Jeanne Biron
Interprétée par Ève Landry.
Lieux de détention
- Présent : Libérée
- Passés : Unité 9 (saisons 1, 3, 4, 5, 6 et 7), Unité 7 (saison 1), En cavale (saisons 5 et 6), Maximum (saison 1 à 3 et 6), Unité 1 (saison 4), Isolement  (saison 1, 2, 3 et 6) ,  Unité 5 (Saison 6), Hôpital (saisons 2, 4 et 6)

Fonction dans l'établissement
- Passé : Présidente du comité des détenues (saison 5)

Raison de l'incarcération
Jeanne Biron a été accusée de vol et possession de drogue et vol avec circonstances aggravantes. Elle obtient une sentence de cinq ans.
Résumé
- Saison 5 : Jeanne est mise au courant de la tentative de suicide de Marie par Marie-France. Affectée, elle veut que Suzanne aille la voir à l'hôpital avec elle. Finalement, c'est Cameron qui l'accompagne. Jeanne apprend que son frère, Serge, se fait violer en prison pour payer ses dettes liées à la drogue. Elle accepte la demande de Cameron de passer une soirée avec elle, ainsi que de préparer une rencontre secrète entre la jeune et ses chiens, notamment avec l'aide de Caroline, que Jeanne a menacé. En retour, Cameron lui donne de l'argent pour aider Serge. Cameron croit alors qu'elle est en couple avec Jeanne et que leur amour est réciproque, ce qui n'est pas le cas. Jeanne est plutôt amoureuse de Kim. Cette dernière, au départ prenant ses distances avec elle depuis son retour dans l'unité, se rapproche progressivement de Jeanne. 
Marie-France, qui obtient la vérité de Bouba liée au trafic de drogue que faisait Caroline, oblige Jeanne à dénoncer l'ancienne IPL qui avait quitté il y a peu. Jeanne demande de l'aide à Kim, qui contacte son demi-frère, Justin, pour qu'il devient l'avocat de Caroline. Pendant ce temps, Jeanne devient présidente du comité des détenues, après avoir fait campagne avec peu de compétition. Elle réalise par contre peu à peu la charge énorme de travail que le poste requiert. Elle aide notamment Bétina à soutenir sa fille Mariposa qui vient d'arriver à Lietteville.

| Apparitions | Apparitions | Apparitions | Apparitions | Apparitions | Apparitions | Apparitions | Apparitions | Apparitions | Apparitions | Apparitions | Apparitions | Apparitions | Apparitions | Apparitions | Apparitions | Apparitions | Apparitions | Apparitions | Apparitions | Apparitions | Apparitions | Apparitions | Apparitions | Apparitions | Apparitions | Apparitions |
| Saison      | Épisode     | Épisode     | Épisode     | Épisode     | Épisode     | Épisode     | Épisode     | Épisode     | Épisode     | Épisode     | Épisode     | Épisode     | Épisode     | Épisode     | Épisode     | Épisode     | Épisode     | Épisode     | Épisode     | Épisode     | Épisode     | Épisode     | Épisode     | Épisode     | Épisode     | Total       |
| ----------- | ----------- | ----------- | ----------- | ----------- | ----------- | ----------- | ----------- | ----------- | ----------- | ----------- | ----------- | ----------- | ----------- | ----------- | ----------- | ----------- | ----------- | ----------- | ----------- | ----------- | ----------- | ----------- | ----------- | ----------- | ----------- | ----------- |
| Saison      | 1           | 2           | 3           | 4           | 5           | 6           | 7           | 8           | 9           | 10          | 11          | 12          | 13          | 14          | 15          | 16          | 17          | 18          | 19          | 20          | 21          | 22          | 23          | 24          | 25          | 130         |
| 1           |             |             |             |             |             |             |             |             |             |             |             |             |             |             |             |             |             |             |             |             |             |             |             |             |             | 21          |
| 2           |             |             |             |             |             |             |             |             |             |             |             |             |             |             |             |             |             |             |             |             |             |             |             |             |             | 21          |
| 3           |             |             |             |             |             |             |             |             |             |             |             |             |             |             |             |             |             |             |             |             |             |             |             |             | 24          |             |
| 4           |             |             |             |             |             |             |             |             |             |             |             |             |             |             |             |             |             |             |             |             |             |             |             |             | 21          |             |
| 5           |             |             |             |             |             |             |             |             |             |             |             |             |             |             |             |             |             |             |             |             |             |             |             |             | 23          |             |
| 6           |             |             |             |             |             |             |             |             |             |             |             |             |             |             |             |             |             |             |             |             |             |             |             |             |             | 21          |
| 7           |             |             |             |             |             |             |             |             |             |             |             |             |             |             |             |             |             |             |             |             |             |             |             |             |             |             |

##### Serge Biron
Interprété par Hubert Proulx.

##### Gérard Biron
Interprété par Roger La Rue.

##### Marco Biron
Interprété par Nicola-Frank Vachon.

##### Michèle Paquette
Interprétée par Catherine Proulx-Lemay.
Lieux de détention
- Présent : Libérée
- Passés : Unité 9 (saison 1, 2, 3 et 4), En cavale (saison 1), Isolement (saison 1), Maximum (saison 1 et 2), Unité 7 (saison 2), Hôpital (saison 3 et 4)

Raison de l'incarcération
Michèle Paquette est mère de deux enfants. Son amant, Pierre, n'était jamais à la maison et ne s'occupait pas de ses enfants. Michèle est alors partie au Mexique avec ses enfants pour s'éloigner de Pierre. Elle est vite rattrapée et est accusée d'enlèvement ainsi que de menace de mort. Elle obtient une sentence de trois ans.
| Apparitions | Apparitions | Apparitions | Apparitions | Apparitions | Apparitions | Apparitions | Apparitions | Apparitions | Apparitions | Apparitions | Apparitions | Apparitions | Apparitions | Apparitions | Apparitions | Apparitions | Apparitions | Apparitions | Apparitions | Apparitions | Apparitions | Apparitions | Apparitions | Apparitions | Apparitions | Apparitions |
| Saison      | Épisode     | Épisode     | Épisode     | Épisode     | Épisode     | Épisode     | Épisode     | Épisode     | Épisode     | Épisode     | Épisode     | Épisode     | Épisode     | Épisode     | Épisode     | Épisode     | Épisode     | Épisode     | Épisode     | Épisode     | Épisode     | Épisode     | Épisode     | Épisode     | Épisode     | Total       |
| ----------- | ----------- | ----------- | ----------- | ----------- | ----------- | ----------- | ----------- | ----------- | ----------- | ----------- | ----------- | ----------- | ----------- | ----------- | ----------- | ----------- | ----------- | ----------- | ----------- | ----------- | ----------- | ----------- | ----------- | ----------- | ----------- | ----------- |
| Saison      | 1           | 2           | 3           | 4           | 5           | 6           | 7           | 8           | 9           | 10          | 11          | 12          | 13          | 14          | 15          | 16          | 17          | 18          | 19          | 20          | 21          | 22          | 23          | 24          | 25          | 76          |
| 1           |             |             |             |             |             |             |             |             |             |             |             |             |             |             |             |             |             |             |             |             |             |             |             |             |             | 24          |
| 2           |             |             |             |             |             |             |             |             |             |             |             |             |             |             |             |             |             |             |             |             |             |             |             |             |             | 24          |
| 3           |             |             |             |             |             |             |             |             |             |             |             |             |             |             |             |             |             |             |             |             |             |             |             |             | 20          |             |
| 4           |             |             |             |             |             |             |             |             |             |             |             |             |             |             |             |             |             |             |             |             |             |             |             |             | 7           |             |
| 5           |             |             |             |             |             |             |             |             |             |             |             |             |             |             |             |             |             |             |             |             |             |             |             |             | 1           |             |

##### Pascaline Duhaime
Interprétée par Zoélie Lampron-Fournier.

##### Pierre Duhaime
Interprété par Frédérick Bouffard.

##### Shandy Galarneau
Interprétée par Suzanne Clément (saison 1) et Catherine-Anne Toupin (saison 2 à 7).
Lieux de détention
- Présent : Décédée (saison 7 épisode 11)
- Passés : Unité 9 (saisons 1, 3 et 4), Hôpital (saison 2), Libérée (saison 2), Isolement (saison 4 et 5), Maximum (saison 3 et 4), Unité 7 (saison 5, 6 et 7)

Raison de l'incarcération
Au début de la série, Shandy est accusée de participer à un groupe organisé et obtient une sentence de deux ans. Lors de la saison deux, elle obtient une liberté conditionnelle, puis complète. Au début de la saison trois, elle retourne en prison due à sa participation dans la tentative de braquage d'une banque faite avec Élise.
| Apparitions | Apparitions | Apparitions | Apparitions | Apparitions | Apparitions | Apparitions | Apparitions | Apparitions | Apparitions | Apparitions | Apparitions | Apparitions | Apparitions | Apparitions | Apparitions | Apparitions | Apparitions | Apparitions | Apparitions | Apparitions | Apparitions | Apparitions | Apparitions | Apparitions | Apparitions | Apparitions |
| Saison      | Épisode     | Épisode     | Épisode     | Épisode     | Épisode     | Épisode     | Épisode     | Épisode     | Épisode     | Épisode     | Épisode     | Épisode     | Épisode     | Épisode     | Épisode     | Épisode     | Épisode     | Épisode     | Épisode     | Épisode     | Épisode     | Épisode     | Épisode     | Épisode     | Épisode     | Total       |
| ----------- | ----------- | ----------- | ----------- | ----------- | ----------- | ----------- | ----------- | ----------- | ----------- | ----------- | ----------- | ----------- | ----------- | ----------- | ----------- | ----------- | ----------- | ----------- | ----------- | ----------- | ----------- | ----------- | ----------- | ----------- | ----------- | ----------- |
| Saison      | 1           | 2           | 3           | 4           | 5           | 6           | 7           | 8           | 9           | 10          | 11          | 12          | 13          | 14          | 15          | 16          | 17          | 18          | 19          | 20          | 21          | 22          | 23          | 24          | 25          | 110         |
| 1           |             |             |             |             |             |             |             |             |             |             |             |             |             |             |             |             |             |             |             |             |             |             |             |             |             | 24          |
| 2           |             |             |             |             |             |             |             |             |             |             |             |             |             |             |             |             |             |             |             |             |             |             |             |             |             | 10          |
| 3           |             |             |             |             |             |             |             |             |             |             |             |             |             |             |             |             |             |             |             |             |             |             |             |             | 21          |             |
| 4           |             |             |             |             |             |             |             |             |             |             |             |             |             |             |             |             |             |             |             |             |             |             |             |             | 17          |             |
| 5           |             |             |             |             |             |             |             |             |             |             |             |             |             |             |             |             |             |             |             |             |             |             |             |             | 18          |             |
| 6           |             |             |             |             |             |             |             |             |             |             |             |             |             |             |             |             |             |             |             |             |             |             |             |             |             | 20          |
| 7           |             |             |             |             |             |             |             |             |             |             |             |             |             |             |             |             |             |             |             |             |             |             |             |             |             |             |

##### Élise Beaupré
Interprétée par Micheline Lanctôt.
Lieux de détention
- Présent : Décédée
- Passés : Unité 9 (saisons 1 et 2), Libérée (saison 2), Hôpital (saison 3), Maximum (saison 3)

Fonction dans l'établissement
- Passé : Bibliothécaire (saisons 1 et 2)

Raison de l'incarcération
Au début de la série, Élise termine une peine de vingt-cinq ans de prison pour avoir tué un policier. Elle est libérée au début de la saison deux, mais retourne en prison lors de la saison trois pour avoir participé à une tentative de braquage d'une banque.
| Apparitions | Apparitions | Apparitions | Apparitions | Apparitions | Apparitions | Apparitions | Apparitions | Apparitions | Apparitions | Apparitions | Apparitions | Apparitions | Apparitions | Apparitions | Apparitions | Apparitions | Apparitions | Apparitions | Apparitions | Apparitions | Apparitions | Apparitions | Apparitions | Apparitions | Apparitions | Apparitions |
| Saison      | Épisode     | Épisode     | Épisode     | Épisode     | Épisode     | Épisode     | Épisode     | Épisode     | Épisode     | Épisode     | Épisode     | Épisode     | Épisode     | Épisode     | Épisode     | Épisode     | Épisode     | Épisode     | Épisode     | Épisode     | Épisode     | Épisode     | Épisode     | Épisode     | Épisode     | Total       |
| ----------- | ----------- | ----------- | ----------- | ----------- | ----------- | ----------- | ----------- | ----------- | ----------- | ----------- | ----------- | ----------- | ----------- | ----------- | ----------- | ----------- | ----------- | ----------- | ----------- | ----------- | ----------- | ----------- | ----------- | ----------- | ----------- | ----------- |
| Saison      | 1           | 2           | 3           | 4           | 5           | 6           | 7           | 8           | 9           | 10          | 11          | 12          | 13          | 14          | 15          | 16          | 17          | 18          | 19          | 20          | 21          | 22          | 23          | 24          | 25          | 58          |
| 1           |             |             |             |             |             |             |             |             |             |             |             |             |             |             |             |             |             |             |             |             |             |             |             |             |             | 23          |
| 2           |             |             |             |             |             |             |             |             |             |             |             |             |             |             |             |             |             |             |             |             |             |             |             |             |             | 13          |
| 3           |             |             |             |             |             |             |             |             |             |             |             |             |             |             |             |             |             |             |             |             |             |             |             |             | 21          |             |
| 5           |             |             |             |             |             |             |             |             |             |             |             |             |             |             |             |             |             |             |             |             |             |             |             |             | 1           |             |

##### Brigitte Lepage
Interprétée par Pascale Desrochers.

##### Laurence Belleau
Interprétée par Sarah-Jeanne Labrosse.
Raison de l'incarcération
Elle a été accusée d’homicide involontaire et d’incendie criminel. Elle a obtenu une sentence de sept ans.
Lieux de détention
- Présent : Libérée
- Lieux de détention passés : Unité 9 (saisons 1 et 2), Hôpital (saison 2)

| Apparitions | Apparitions | Apparitions | Apparitions | Apparitions | Apparitions | Apparitions | Apparitions | Apparitions | Apparitions | Apparitions | Apparitions | Apparitions | Apparitions | Apparitions | Apparitions | Apparitions | Apparitions | Apparitions | Apparitions | Apparitions | Apparitions | Apparitions | Apparitions | Apparitions | Apparitions | Apparitions |
| Saison      | Épisode     | Épisode     | Épisode     | Épisode     | Épisode     | Épisode     | Épisode     | Épisode     | Épisode     | Épisode     | Épisode     | Épisode     | Épisode     | Épisode     | Épisode     | Épisode     | Épisode     | Épisode     | Épisode     | Épisode     | Épisode     | Épisode     | Épisode     | Épisode     | Épisode     | Total       |
| ----------- | ----------- | ----------- | ----------- | ----------- | ----------- | ----------- | ----------- | ----------- | ----------- | ----------- | ----------- | ----------- | ----------- | ----------- | ----------- | ----------- | ----------- | ----------- | ----------- | ----------- | ----------- | ----------- | ----------- | ----------- | ----------- | ----------- |
| Saison      | 1           | 2           | 3           | 4           | 5           | 6           | 7           | 8           | 9           | 10          | 11          | 12          | 13          | 14          | 15          | 16          | 17          | 18          | 19          | 20          | 21          | 22          | 23          | 24          | 25          | 49          |
| 1           |             |             |             |             |             |             |             |             |             |             |             |             |             |             |             |             |             |             |             |             |             |             |             |             |             | 25          |
| 2           |             |             |             |             |             |             |             |             |             |             |             |             |             |             |             |             |             |             |             |             |             |             |             |             |             | 21          |
| 3           |             |             |             |             |             |             |             |             |             |             |             |             |             |             |             |             |             |             |             |             |             |             |             |             | 1           |             |
| 4           |             |             |             |             |             |             |             |             |             |             |             |             |             |             |             |             |             |             |             |             |             |             |             |             | 1           |             |
| 5           |             |             |             |             |             |             |             |             |             |             |             |             |             |             |             |             |             |             |             |             |             |             |             |             | 1           |             |

##### Olivier Barro
Interprété par Iannicko N'Doua-Légaré.

##### Brittany Sizzla
Interprétée par Ayisha Issa.
Raison de l'incarcération
Brittany Sizzla a été accusée de voies de fait, de prolifération de menaces, de vols de moins de 5000$ et de possession d'arme à feu. Sa sentence initiale était de 4 ans, mais sa période de détention a été prolongée en raison des multiples agressions qu'elle a effectuées auprès de certaines détenues et membres du personnel. 
Lieux de détention
- Présent : Décédée
- Passés : Unité 7 (saisons 1, 2 et 3), Hôpital (saison 4), Isolement (saisons 2, 4 et 5), Maximum (saisons 4 et 5), UVSI (saison 5 et 6)

| Apparitions | Apparitions | Apparitions | Apparitions | Apparitions | Apparitions | Apparitions | Apparitions | Apparitions | Apparitions | Apparitions | Apparitions | Apparitions | Apparitions | Apparitions | Apparitions | Apparitions | Apparitions | Apparitions | Apparitions | Apparitions | Apparitions | Apparitions | Apparitions | Apparitions | Apparitions | Apparitions |
| Saison      | Épisode     | Épisode     | Épisode     | Épisode     | Épisode     | Épisode     | Épisode     | Épisode     | Épisode     | Épisode     | Épisode     | Épisode     | Épisode     | Épisode     | Épisode     | Épisode     | Épisode     | Épisode     | Épisode     | Épisode     | Épisode     | Épisode     | Épisode     | Épisode     | Épisode     | Total       |
| ----------- | ----------- | ----------- | ----------- | ----------- | ----------- | ----------- | ----------- | ----------- | ----------- | ----------- | ----------- | ----------- | ----------- | ----------- | ----------- | ----------- | ----------- | ----------- | ----------- | ----------- | ----------- | ----------- | ----------- | ----------- | ----------- | ----------- |
| Saison      | 1           | 2           | 3           | 4           | 5           | 6           | 7           | 8           | 9           | 10          | 11          | 12          | 13          | 14          | 15          | 16          | 17          | 18          | 19          | 20          | 21          | 22          | 23          | 24          | 25          | 64          |
| 1           |             |             |             |             |             |             |             |             |             |             |             |             |             |             |             |             |             |             |             |             |             |             |             |             |             | 4           |
| 2           |             |             |             |             |             |             |             |             |             |             |             |             |             |             |             |             |             |             |             |             |             |             |             |             |             | 10          |
| 3           |             |             |             |             |             |             |             |             |             |             |             |             |             |             |             |             |             |             |             |             |             |             |             |             | 23          |             |
| 4           |             |             |             |             |             |             |             |             |             |             |             |             |             |             |             |             |             |             |             |             |             |             |             |             | 11          |             |
| 5           |             |             |             |             |             |             |             |             |             |             |             |             |             |             |             |             |             |             |             |             |             |             |             |             | 13          |             |
| 6           |             |             |             |             |             |             |             |             |             |             |             |             |             |             |             |             |             |             |             |             |             |             |             |             |             | 3           |

##### Avril Robertson
Interprétée par Myriam Côté.
Lieux de détention
- Présent : Transférée
- Passés : Unité 7 (saisons 1, 2, 3 et 4), Isolement (saisons 2 et 4), Maximum (saisons 2 et 4)

Raison de l'incarcération
Avril a été accusée de voies de fait, de profération de menaces, ainsi que de vols de moins de cinq mille dollars. Elle a obtenu une sentence de trois ans.
Résumé
- Saison 4 : Avril se voit attribuer Agathe comme nouvelle IPL. Une animosité commence à s’installer entre les deux, s'en allant en grandissant. Avril, qui est en retard pour son retour au travail, est surprise dans la salle de bain de son unité par Agathe. Après une bataille, Avril noie Agathe dans la cuvette. Madeleine, découvrant le corps inanimé de sa consœur, envoie Avril en isolement. N'étant plus en sécurité à Lietteville, cette dernière est transférée dans un autre établissement carcéral.

| Apparitions | Apparitions | Apparitions | Apparitions | Apparitions | Apparitions | Apparitions | Apparitions | Apparitions | Apparitions | Apparitions | Apparitions | Apparitions | Apparitions | Apparitions | Apparitions | Apparitions | Apparitions | Apparitions | Apparitions | Apparitions | Apparitions | Apparitions | Apparitions | Apparitions | Apparitions | Apparitions |
| Saison      | Épisode     | Épisode     | Épisode     | Épisode     | Épisode     | Épisode     | Épisode     | Épisode     | Épisode     | Épisode     | Épisode     | Épisode     | Épisode     | Épisode     | Épisode     | Épisode     | Épisode     | Épisode     | Épisode     | Épisode     | Épisode     | Épisode     | Épisode     | Épisode     | Épisode     | Total       |
| ----------- | ----------- | ----------- | ----------- | ----------- | ----------- | ----------- | ----------- | ----------- | ----------- | ----------- | ----------- | ----------- | ----------- | ----------- | ----------- | ----------- | ----------- | ----------- | ----------- | ----------- | ----------- | ----------- | ----------- | ----------- | ----------- | ----------- |
| Saison      | 1           | 2           | 3           | 4           | 5           | 6           | 7           | 8           | 9           | 10          | 11          | 12          | 13          | 14          | 15          | 16          | 17          | 18          | 19          | 20          | 21          | 22          | 23          | 24          | 25          | 57          |
| 1           |             |             |             |             |             |             |             |             |             |             |             |             |             |             |             |             |             |             |             |             |             |             |             |             |             | 3           |
| 2           |             |             |             |             |             |             |             |             |             |             |             |             |             |             |             |             |             |             |             |             |             |             |             |             |             | 21          |
| 3           |             |             |             |             |             |             |             |             |             |             |             |             |             |             |             |             |             |             |             |             |             |             |             |             | 23          |             |
| 4           |             |             |             |             |             |             |             |             |             |             |             |             |             |             |             |             |             |             |             |             |             |             |             |             | 10          |             |

##### Jessica Poirier
Interprétée par Geneviève Schmidt.
Lieux de détention
- Présent : Unité 7 (saison 6 et 7)
- Passés : Unité 9 (saisons 2 et 3), Hôpital (saisons 3 et 4), Isolement (saison 2), Unité 1 (saison 4 et 5)

Raison de l'incarcération
Jessica partageait sa vie avec un homme qui était le père de son nourrisson. Ils avaient tous deux une vie très chargée et n'étaient que peu souvent chez eux le soir. Ne pouvant trouver de gardien pour leur enfant qui n'arrêtait pas de pleurer lorsqu'ils étaient absents, ils ont commencé à lui donner un médicament pour l'endormir. Peu de temps après, l'amoureux de Jessica la quitte, la laissant seule pour s'occuper de son bébé. Elle continue donc de donner le médicament à son nourrisson pour le calmer. Un soir, l'enfant tombe malade, s'étouffe, et décède. Jessica est alors accusée de négligence ayant causé la mort et reçoit une peine de vingt-cinq ans.
Résumé
- Saison 2 : Jessica arrive à l'unité 9, renfermée sur elle-même, ne parlant qu'à très peu de personne. Après la propagation dans la cour d'une rumeur sur la raison de son incarcération, Laurence la bat, ce qui encourage Jessica à raconter son histoire. Elle se rapproche des autres femmes de son unité, mais est harcelé par Nancy, qui n'aime pas qu'elle ait tué un nourrisson. À cela s'ajoute les tensions entre son unité et la sept au sujet de la drogue. Jessica demande alors d'aller en isolement pour se protéger[197].
- Saison 3 : De retour à l'unité 9, Jessica développe une relation amicale avec Suzanne. Cette dernière veut par contre aller plus loin, c'est-à-dire dans une relation amoureuse. Sous les encouragements de Steven, Jessica explique à Suzanne qu'elle ne ressent rien. Réagissant mal, Suzanne l'insulte. Par conséquent, Jessica tente de se suicider, et est envoyé à l'hôpital[198].
- Saison 4 : Jessica revient à Lietteville et rejoint Caroline et Henriette dans l'unité 1, l'unité de vie structurée. Jeanne, qui arrive peu après, l'aide à reprendre contact avec son père. Lors de leur rencontre, ils se jurent de se revoir[199].

| Apparitions | Apparitions | Apparitions | Apparitions | Apparitions | Apparitions | Apparitions | Apparitions | Apparitions | Apparitions | Apparitions | Apparitions | Apparitions | Apparitions | Apparitions | Apparitions | Apparitions | Apparitions | Apparitions | Apparitions | Apparitions | Apparitions | Apparitions | Apparitions | Apparitions | Apparitions |
| Saison      | Épisode     | Épisode     | Épisode     | Épisode     | Épisode     | Épisode     | Épisode     | Épisode     | Épisode     | Épisode     | Épisode     | Épisode     | Épisode     | Épisode     | Épisode     | Épisode     | Épisode     | Épisode     | Épisode     | Épisode     | Épisode     | Épisode     | Épisode     | Épisode     | Total       |
| ----------- | ----------- | ----------- | ----------- | ----------- | ----------- | ----------- | ----------- | ----------- | ----------- | ----------- | ----------- | ----------- | ----------- | ----------- | ----------- | ----------- | ----------- | ----------- | ----------- | ----------- | ----------- | ----------- | ----------- | ----------- | ----------- |
| Saison      | 1           | 2           | 3           | 4           | 5           | 6           | 7           | 8           | 9           | 10          | 11          | 12          | 13          | 14          | 15          | 16          | 17          | 18          | 19          | 20          | 21          | 22          | 23          | 24          | 77          |
| 2           |             |             |             |             |             |             |             |             |             |             |             |             |             |             |             |             |             |             |             |             |             |             |             |             | 17          |
| 3           |             |             |             |             |             |             |             |             |             |             |             |             |             |             |             |             |             |             |             |             |             |             |             |             | 18          |
| 4           |             |             |             |             |             |             |             |             |             |             |             |             |             |             |             |             |             |             |             |             |             |             |             |             | 13          |
| 5           |             |             |             |             |             |             |             |             |             |             |             |             |             |             |             |             |             |             |             |             |             |             |             |             | 13          |
| 6           |             |             |             |             |             |             |             |             |             |             |             |             |             |             |             |             |             |             |             |             |             |             |             |             | 16          |
| 7           |             |             |             |             |             |             |             |             |             |             |             |             |             |             |             |             |             |             |             |             |             |             |             |             |             |

##### Judith Carpentier
Interprétée par Simone-Élise Girard.
Raisons de l'incarcération
En étant accusée de conduite dangereuse ayant causé des lésions corporelles, de délit de fuite et de conduite avec alcoolémie supérieure, elle a obtenu une sentence de 3 ans.
Lieux de détention
- Présent : Libérée (saison 6)
- Passés : Isolement (saison 2 et 4), Hôpital (saison 3), Unité 7 (saisons 2, 3, 4, 5 et 6)

| Apparitions | Apparitions | Apparitions | Apparitions | Apparitions | Apparitions | Apparitions | Apparitions | Apparitions | Apparitions | Apparitions | Apparitions | Apparitions | Apparitions | Apparitions | Apparitions | Apparitions | Apparitions | Apparitions | Apparitions | Apparitions | Apparitions | Apparitions | Apparitions | Apparitions | Apparitions |
| Saison      | Épisode     | Épisode     | Épisode     | Épisode     | Épisode     | Épisode     | Épisode     | Épisode     | Épisode     | Épisode     | Épisode     | Épisode     | Épisode     | Épisode     | Épisode     | Épisode     | Épisode     | Épisode     | Épisode     | Épisode     | Épisode     | Épisode     | Épisode     | Épisode     | Total       |
| ----------- | ----------- | ----------- | ----------- | ----------- | ----------- | ----------- | ----------- | ----------- | ----------- | ----------- | ----------- | ----------- | ----------- | ----------- | ----------- | ----------- | ----------- | ----------- | ----------- | ----------- | ----------- | ----------- | ----------- | ----------- | ----------- |
| Saison      | 1           | 2           | 3           | 4           | 5           | 6           | 7           | 8           | 9           | 10          | 11          | 12          | 13          | 14          | 15          | 16          | 17          | 18          | 19          | 20          | 21          | 22          | 23          | 24          | 57          |
| 2           |             |             |             |             |             |             |             |             |             |             |             |             |             |             |             |             |             |             |             |             |             |             |             |             | 18          |
| 3           |             |             |             |             |             |             |             |             |             |             |             |             |             |             |             |             |             |             |             |             |             |             |             |             | 17          |
| 4           |             |             |             |             |             |             |             |             |             |             |             |             |             |             |             |             |             |             |             |             |             |             |             |             | 7           |
| 5           |             |             |             |             |             |             |             |             |             |             |             |             |             |             |             |             |             |             |             |             |             |             |             |             | 13          |
| 6           |             |             |             |             |             |             |             |             |             |             |             |             |             |             |             |             |             |             |             |             |             |             |             |             | 2           |

##### Annie Surprenant
Interprétée par Anne Casabonne.
Lieux de détention
- Présent : Maximum (saison 7)
- Passés : Unité 9 (saisons 2 et 3), Isolement (saison 2), Maximum (saison 2), Hôpital (saison 3), En cavale (saisons 3,4,5,6 et 7)

Raison de l'incarcération
Annie a été accusée de fraude, de vol d'identité et de détournement de fonds. En conséquence, sa sentence est de cinq ans.
Fonction dans l'établissement
- Passé : Responsable de la cantine (saison 2)

| Apparitions | Apparitions | Apparitions | Apparitions | Apparitions | Apparitions | Apparitions | Apparitions | Apparitions | Apparitions | Apparitions | Apparitions | Apparitions | Apparitions | Apparitions | Apparitions | Apparitions | Apparitions | Apparitions | Apparitions | Apparitions | Apparitions | Apparitions | Apparitions | Apparitions | Apparitions |
| Saison      | Épisode     | Épisode     | Épisode     | Épisode     | Épisode     | Épisode     | Épisode     | Épisode     | Épisode     | Épisode     | Épisode     | Épisode     | Épisode     | Épisode     | Épisode     | Épisode     | Épisode     | Épisode     | Épisode     | Épisode     | Épisode     | Épisode     | Épisode     | Épisode     | Total       |
| ----------- | ----------- | ----------- | ----------- | ----------- | ----------- | ----------- | ----------- | ----------- | ----------- | ----------- | ----------- | ----------- | ----------- | ----------- | ----------- | ----------- | ----------- | ----------- | ----------- | ----------- | ----------- | ----------- | ----------- | ----------- | ----------- |
| Saison      | 1           | 2           | 3           | 4           | 5           | 6           | 7           | 8           | 9           | 10          | 11          | 12          | 13          | 14          | 15          | 16          | 17          | 18          | 19          | 20          | 21          | 22          | 23          | 24          | 47          |
| 2           |             |             |             |             |             |             |             |             |             |             |             |             |             |             |             |             |             |             |             |             |             |             |             |             | 23          |
| 3           |             |             |             |             |             |             |             |             |             |             |             |             |             |             |             |             |             |             |             |             |             |             |             |             | 23          |
| 5           |             |             |             |             |             |             |             |             |             |             |             |             |             |             |             |             |             |             |             |             |             |             |             |             | 1           |

##### Henriette Boulier
Interprétée par Danielle Proulx.
Lieux de détention
- Présent : Libérée (saison 7)
- Passés : Unité 9 (saison 2 et 3), Isolement (saison 2 et 3), Maximum (saison 3 et 4), Unité 1 (saison 4 et 5), Unité 7 (saisons 3, 5, 6 et 7)

Raison de l'incarcération
Henriette a été accusée d'homicide. Elle a reçu une sentence de onze ans.
Résumé
- Saison 2 : Étant itinérante, Henriette arrive à Lietteville très sale et avec un caractère violent, le personnel ayant de la difficulté à faire sa fouille à nu. Elle est incarcérée dans l'Unité 9[202].
- Saison 3 : La détenue, qui est malpropre et vole des objets des autres femmes de son unité, exaspère ces dernières. Sous la pression, elle change d'Unité pour la 7, connaissant déjà Bouba. Aimant lire, Henriette découvre que les dernières pages manquent au livre qu'elle lisait. Elle se rend avec colère à la bibliothèque où elle étrangle Suzanne. Elle est emmenée en Isolement, puis au Maximum. Elle se lie d'amitié avec Élise qui l'aide à améliorer son apparence. Cette dernière meurt aux côtés d'elle[203], lui léguant son linge.
- Saison 4 : Henriette est prête à quitter le Maximum, et est emmenée à l'Unité de vie structurée. Jessica et Jeanne viennent la rejoindre. Henriette aimerait manger un steak, et voit son vœux exaucé grâce à Jeanne et Caroline. Elle rencontre un liquidateur à la suite du décès de ses parents, qui lui annonce que ces derniers lui lège tout[204] à condition qu'elle corrige son caractère agressif et violent.

| Apparitions | Apparitions | Apparitions | Apparitions | Apparitions | Apparitions | Apparitions | Apparitions | Apparitions | Apparitions | Apparitions | Apparitions | Apparitions | Apparitions | Apparitions | Apparitions | Apparitions | Apparitions | Apparitions | Apparitions | Apparitions | Apparitions | Apparitions | Apparitions | Apparitions | Apparitions |
| Saison      | Épisode     | Épisode     | Épisode     | Épisode     | Épisode     | Épisode     | Épisode     | Épisode     | Épisode     | Épisode     | Épisode     | Épisode     | Épisode     | Épisode     | Épisode     | Épisode     | Épisode     | Épisode     | Épisode     | Épisode     | Épisode     | Épisode     | Épisode     | Épisode     | Total       |
| ----------- | ----------- | ----------- | ----------- | ----------- | ----------- | ----------- | ----------- | ----------- | ----------- | ----------- | ----------- | ----------- | ----------- | ----------- | ----------- | ----------- | ----------- | ----------- | ----------- | ----------- | ----------- | ----------- | ----------- | ----------- | ----------- |
| Saison      | 1           | 2           | 3           | 4           | 5           | 6           | 7           | 8           | 9           | 10          | 11          | 12          | 13          | 14          | 15          | 16          | 17          | 18          | 19          | 20          | 21          | 22          | 23          | 24          | 69          |
| 2           |             |             |             |             |             |             |             |             |             |             |             |             |             |             |             |             |             |             |             |             |             |             |             |             | 2           |
| 3           |             |             |             |             |             |             |             |             |             |             |             |             |             |             |             |             |             |             |             |             |             |             |             |             | 21          |
| 4           |             |             |             |             |             |             |             |             |             |             |             |             |             |             |             |             |             |             |             |             |             |             |             |             | 16          |
| 5           |             |             |             |             |             |             |             |             |             |             |             |             |             |             |             |             |             |             |             |             |             |             |             |             | 14          |
| 6           |             |             |             |             |             |             |             |             |             |             |             |             |             |             |             |             |             |             |             |             |             |             |             |             | 16          |
| 7           |             |             |             |             |             |             |             |             |             |             |             |             |             |             |             |             |             |             |             |             |             |             |             |             |             |

##### Bétina Selanes
Interprétée par Claudia Ferri.
Lieux de détention
- Présent : Transférée, puis libérée lors de la saison 7
- Passés : Unité 2 (saison 4), Unité 9 (saison 4), Unité 7 (saison 4, 5 et 6), Maximum (saison 5), Isolement (saison 6)

Résumé
- Saison 4 : Bétina loge dans l'Unité 2. Elle rencontre Marie qui lui promet de l'aider à revoir sa fille. En échange, elle rejoint Marie dans l'Unité 9 pour l'aider à rentrer de la drogue à Lietteville, notamment grâce à sa fille et à Suzanne. Un peu plus tard, des tensions commencent à apparaître entre Bétina et quelques résidentes de l'Unité 9, en particulier Cameron qui vient d'arriver[205]. Elle décide de ce fait de changer d'Unité une nouvelle fois.

| Apparitions | Apparitions | Apparitions | Apparitions | Apparitions | Apparitions | Apparitions | Apparitions | Apparitions | Apparitions | Apparitions | Apparitions | Apparitions | Apparitions | Apparitions | Apparitions | Apparitions | Apparitions | Apparitions | Apparitions | Apparitions | Apparitions | Apparitions | Apparitions | Apparitions | Apparitions |
| Saison      | Épisode     | Épisode     | Épisode     | Épisode     | Épisode     | Épisode     | Épisode     | Épisode     | Épisode     | Épisode     | Épisode     | Épisode     | Épisode     | Épisode     | Épisode     | Épisode     | Épisode     | Épisode     | Épisode     | Épisode     | Épisode     | Épisode     | Épisode     | Épisode     | Total       |
| ----------- | ----------- | ----------- | ----------- | ----------- | ----------- | ----------- | ----------- | ----------- | ----------- | ----------- | ----------- | ----------- | ----------- | ----------- | ----------- | ----------- | ----------- | ----------- | ----------- | ----------- | ----------- | ----------- | ----------- | ----------- | ----------- |
| Saison      | 1           | 2           | 3           | 4           | 5           | 6           | 7           | 8           | 9           | 10          | 11          | 12          | 13          | 14          | 15          | 16          | 17          | 18          | 19          | 20          | 21          | 22          | 23          | 24          | 39          |
| 4           |             |             |             |             |             |             |             |             |             |             |             |             |             |             |             |             |             |             |             |             |             |             |             |             | 17          |
| 5           |             |             |             |             |             |             |             |             |             |             |             |             |             |             |             |             |             |             |             |             |             |             |             |             | 14          |
| 6           |             |             |             |             |             |             |             |             |             |             |             |             |             |             |             |             |             |             |             |             |             |             |             |             | 8           |

##### Kim Vanier
Interprétée par Élise Guilbault.
Raisons de l'incarcération
Kim Vanier s'est déclarée elle-même coupable de menaces de mort à l'encontre d'un policier, d'assaut ayant causé des blessures à l'encontre de ce même policier et de méfait pour avoir endommagé du matériel appartenant à l'état.
Lieux de détention
- Présent : Libérée (saison 7)
- Passé : Isolement (saison 4), Unité 9 (saisons 4, 5, 6 et 7)

Fonction dans l'établissement
- Présent : Bibliothécaire (saisons 4, 5 et 6), Présidente du comités des détenues (saison 6)

Résumé
- Saison 4 : Kim, qui se déclare coupable devant le juge pour le crime qu'elle a commis, est incarcérée dans l'unité 9. Le fait qu'elle ne se sente que très peu affectée par ce qui lui arrive déplaît à Madeleine. Kim, qui lui désobéit, est alors envoyée en isolement. Humiliée, Kim est obligée de s'excuser pour son comportement. Elle retourne dévastée dans l'unité 9 et est réconfortée par Jeanne qui lui donne un baiser[188].

| Apparitions | Apparitions | Apparitions | Apparitions | Apparitions | Apparitions | Apparitions | Apparitions | Apparitions | Apparitions | Apparitions | Apparitions | Apparitions | Apparitions | Apparitions | Apparitions | Apparitions | Apparitions | Apparitions | Apparitions | Apparitions | Apparitions | Apparitions | Apparitions | Apparitions | Apparitions |
| Saison      | Épisode     | Épisode     | Épisode     | Épisode     | Épisode     | Épisode     | Épisode     | Épisode     | Épisode     | Épisode     | Épisode     | Épisode     | Épisode     | Épisode     | Épisode     | Épisode     | Épisode     | Épisode     | Épisode     | Épisode     | Épisode     | Épisode     | Épisode     | Épisode     | Total       |
| ----------- | ----------- | ----------- | ----------- | ----------- | ----------- | ----------- | ----------- | ----------- | ----------- | ----------- | ----------- | ----------- | ----------- | ----------- | ----------- | ----------- | ----------- | ----------- | ----------- | ----------- | ----------- | ----------- | ----------- | ----------- | ----------- |
| Saison      | 1           | 2           | 3           | 4           | 5           | 6           | 7           | 8           | 9           | 10          | 11          | 12          | 13          | 14          | 15          | 16          | 17          | 18          | 19          | 20          | 21          | 22          | 23          | 24          | 54          |
| 4           |             |             |             |             |             |             |             |             |             |             |             |             |             |             |             |             |             |             |             |             |             |             |             |             | 12          |
| 5           |             |             |             |             |             |             |             |             |             |             |             |             |             |             |             |             |             |             |             |             |             |             |             |             | 21          |
| 6           |             |             |             |             |             |             |             |             |             |             |             |             |             |             |             |             |             |             |             |             |             |             |             |             | 21          |
| 7           |             |             |             |             |             |             |             |             |             |             |             |             |             |             |             |             |             |             |             |             |             |             |             |             |             |

##### Cameron Marquis
Interprétée par Karelle Tremblay.
Lieux de détention
- Présent : Libérée
- Passé : Isolement (saison 6), Maximum (saison 6), Unité 9 (saisons 4, 5 et 6)

Raison de l'incarcération
Cameron conduisait trop rapidement sur une petite route sinueuse. Manquant un tournant, sa voiture était rentré dans un arbre. Ses deux amies qui l'accompagnaient sont mortes sur le coup, n'étant pas attachées. Cameron était par la suite sorti de la voiture et avait pris des photos des corps des passagères avec son cellulaire, photos qu’elle avait par la suite publiées sur Facebook. Elle a été accusée de conduite dangereuse ayant causé la mort et d'outrage au cadavre, obtenant une sentence de 48 mois, donc quatre ans.
| Apparitions | Apparitions | Apparitions | Apparitions | Apparitions | Apparitions | Apparitions | Apparitions | Apparitions | Apparitions | Apparitions | Apparitions | Apparitions | Apparitions | Apparitions | Apparitions | Apparitions | Apparitions | Apparitions | Apparitions | Apparitions | Apparitions | Apparitions | Apparitions | Apparitions | Apparitions |
| Saison      | Épisode     | Épisode     | Épisode     | Épisode     | Épisode     | Épisode     | Épisode     | Épisode     | Épisode     | Épisode     | Épisode     | Épisode     | Épisode     | Épisode     | Épisode     | Épisode     | Épisode     | Épisode     | Épisode     | Épisode     | Épisode     | Épisode     | Épisode     | Épisode     | Total       |
| ----------- | ----------- | ----------- | ----------- | ----------- | ----------- | ----------- | ----------- | ----------- | ----------- | ----------- | ----------- | ----------- | ----------- | ----------- | ----------- | ----------- | ----------- | ----------- | ----------- | ----------- | ----------- | ----------- | ----------- | ----------- | ----------- |
| Saison      | 1           | 2           | 3           | 4           | 5           | 6           | 7           | 8           | 9           | 10          | 11          | 12          | 13          | 14          | 15          | 16          | 17          | 18          | 19          | 20          | 21          | 22          | 23          | 24          | 37          |
| 4           |             |             |             |             |             |             |             |             |             |             |             |             |             |             |             |             |             |             |             |             |             |             |             |             | 9           |
| 5           |             |             |             |             |             |             |             |             |             |             |             |             |             |             |             |             |             |             |             |             |             |             |             |             | 18          |
| 6           |             |             |             |             |             |             |             |             |             |             |             |             |             |             |             |             |             |             |             |             |             |             |             |             | 10          |

##### Marie-Gisèle Castonguay
Interprétée par Angèle Coutu.
Lieux de détention
- Présent : Décédée
- Passé : Hôpital (saison 4), Unité 9 (saison 4, 5 et 6)

Résumé
- Saison 4 : La police vient chercher Sœur Marie-Gisèle à son couvent pour l'emmener à Lietteville. Elle est incarcérée dans l'Unité 9. Ne se sentant pas à sa place, elle tente de fuir dans la cour[205] mais est vite rattrapée. Blessée, elle retourne à l'Unité après un bref séjour à l'hôpital. Elle se lie d'amitié avec Madeleine et aide Cameron pour différentes tâches ménagères, cette dernière la prenant en quelque sorte comme sa servante.

| Apparitions | Apparitions | Apparitions | Apparitions | Apparitions | Apparitions | Apparitions | Apparitions | Apparitions | Apparitions | Apparitions | Apparitions | Apparitions | Apparitions | Apparitions | Apparitions | Apparitions | Apparitions | Apparitions | Apparitions | Apparitions | Apparitions | Apparitions | Apparitions | Apparitions | Apparitions |
| Saison      | Épisode     | Épisode     | Épisode     | Épisode     | Épisode     | Épisode     | Épisode     | Épisode     | Épisode     | Épisode     | Épisode     | Épisode     | Épisode     | Épisode     | Épisode     | Épisode     | Épisode     | Épisode     | Épisode     | Épisode     | Épisode     | Épisode     | Épisode     | Épisode     | Total       |
| ----------- | ----------- | ----------- | ----------- | ----------- | ----------- | ----------- | ----------- | ----------- | ----------- | ----------- | ----------- | ----------- | ----------- | ----------- | ----------- | ----------- | ----------- | ----------- | ----------- | ----------- | ----------- | ----------- | ----------- | ----------- | ----------- |
| Saison      | 1           | 2           | 3           | 4           | 5           | 6           | 7           | 8           | 9           | 10          | 11          | 12          | 13          | 14          | 15          | 16          | 17          | 18          | 19          | 20          | 21          | 22          | 23          | 24          | 30          |
| 4           |             |             |             |             |             |             |             |             |             |             |             |             |             |             |             |             |             |             |             |             |             |             |             |             | 9           |
| 5           |             |             |             |             |             |             |             |             |             |             |             |             |             |             |             |             |             |             |             |             |             |             |             |             | 18          |
| 6           |             |             |             |             |             |             |             |             |             |             |             |             |             |             |             |             |             |             |             |             |             |             |             |             | 3           |

##### Mariposa Selanes
Interprétée par Sabrina Bégin Tejeda.
Raison de l'incarcération
La fille de Bétina a été accusée de possession de drogues dans le but de revente et invasion de domicile. Sa sentence est de trente mois, donc un peu plus de deux ans. 
Lieux de détention
- Présent : Décédée
- Passé : Isolement (saisons 5, 6 et 7) Unité 9  (saisons 5, 6 et 7),  Maximum  (saison 5 et 7)

| Apparitions | Apparitions | Apparitions | Apparitions | Apparitions | Apparitions | Apparitions | Apparitions | Apparitions | Apparitions | Apparitions | Apparitions | Apparitions | Apparitions | Apparitions | Apparitions | Apparitions | Apparitions | Apparitions | Apparitions | Apparitions | Apparitions | Apparitions | Apparitions | Apparitions | Apparitions |
| Saison      | Épisode     | Épisode     | Épisode     | Épisode     | Épisode     | Épisode     | Épisode     | Épisode     | Épisode     | Épisode     | Épisode     | Épisode     | Épisode     | Épisode     | Épisode     | Épisode     | Épisode     | Épisode     | Épisode     | Épisode     | Épisode     | Épisode     | Épisode     | Épisode     | Total       |
| ----------- | ----------- | ----------- | ----------- | ----------- | ----------- | ----------- | ----------- | ----------- | ----------- | ----------- | ----------- | ----------- | ----------- | ----------- | ----------- | ----------- | ----------- | ----------- | ----------- | ----------- | ----------- | ----------- | ----------- | ----------- | ----------- |
| Saison      | 1           | 2           | 3           | 4           | 5           | 6           | 7           | 8           | 9           | 10          | 11          | 12          | 13          | 14          | 15          | 16          | 17          | 18          | 19          | 20          | 21          | 22          | 23          | 24          | 29          |
| 4           |             |             |             |             |             |             |             |             |             |             |             |             |             |             |             |             |             |             |             |             |             |             |             |             | 1           |
| 5           |             |             |             |             |             |             |             |             |             |             |             |             |             |             |             |             |             |             |             |             |             |             |             |             | 12          |
| 6           |             |             |             |             |             |             |             |             |             |             |             |             |             |             |             |             |             |             |             |             |             |             |             |             | 16          |
| 7           |             |             |             |             |             |             |             |             |             |             |             |             |             |             |             |             |             |             |             |             |             |             |             |             |             |

##### Éva Côté
Interprétée par Carla Turcotte.
Lieux de détention
- Présent : Hôpital (saisons 6 et 7)
- Passé : Unité inconnue (saisons 4 et 5), Isolement (saisons 4, 5 et 6), Unité 7 (saisons 5 et 6), Unité 9 (saison 6)

Résumé
- Saison 4 : Dans la cour, Shandy vient à la rencontre d'Éva avec une pointe de gâteau. Les deux détenues commencent à s'embrasser et à se toucher de façon subjective. Elles sont découvertes par le personnel de l'établissement qui les enferme en Isolement. Peu après, Éva retourne dans son unité accompagnée par Madeleine qui lui suggère de ne plus se tenir avec Shandy.

| Apparitions | Apparitions | Apparitions | Apparitions | Apparitions | Apparitions | Apparitions | Apparitions | Apparitions | Apparitions | Apparitions | Apparitions | Apparitions | Apparitions | Apparitions | Apparitions | Apparitions | Apparitions | Apparitions | Apparitions | Apparitions | Apparitions | Apparitions | Apparitions | Apparitions | Apparitions |
| Saison      | Épisode     | Épisode     | Épisode     | Épisode     | Épisode     | Épisode     | Épisode     | Épisode     | Épisode     | Épisode     | Épisode     | Épisode     | Épisode     | Épisode     | Épisode     | Épisode     | Épisode     | Épisode     | Épisode     | Épisode     | Épisode     | Épisode     | Épisode     | Épisode     | Total       |
| ----------- | ----------- | ----------- | ----------- | ----------- | ----------- | ----------- | ----------- | ----------- | ----------- | ----------- | ----------- | ----------- | ----------- | ----------- | ----------- | ----------- | ----------- | ----------- | ----------- | ----------- | ----------- | ----------- | ----------- | ----------- | ----------- |
| Saison      | 1           | 2           | 3           | 4           | 5           | 6           | 7           | 8           | 9           | 10          | 11          | 12          | 13          | 14          | 15          | 16          | 17          | 18          | 19          | 20          | 21          | 22          | 23          | 24          | 26          |
| 4           |             |             |             |             |             |             |             |             |             |             |             |             |             |             |             |             |             |             |             |             |             |             |             |             | 5           |
| 5           |             |             |             |             |             |             |             |             |             |             |             |             |             |             |             |             |             |             |             |             |             |             |             |             | 7           |
| 6           |             |             |             |             |             |             |             |             |             |             |             |             |             |             |             |             |             |             |             |             |             |             |             |             | 14          |

##### Eyota Standing Bear
Interprétée par Natasha Kanapé Fontaine.
Raisons de l'incarcération
Eyota a été accusée de capacités affaiblies, de voie de fait, de voie de fait ayant causé des blessures graves, de vol qualifié et de vandalisme. Elle a obtenu une sentence de 15 ans, sa victime étant décédée peu avant son arrivée à Lietteville.
Lieux de détention
- Présent : Transférée
- Passé : Isolement (saison 6), Maximum (saisons 6 et 7), Unité 9 (saison 7)

| Apparitions | Apparitions | Apparitions | Apparitions | Apparitions | Apparitions | Apparitions | Apparitions | Apparitions | Apparitions | Apparitions | Apparitions | Apparitions | Apparitions | Apparitions | Apparitions | Apparitions | Apparitions | Apparitions | Apparitions | Apparitions | Apparitions | Apparitions | Apparitions | Apparitions | Apparitions |
| Saison      | Épisode     | Épisode     | Épisode     | Épisode     | Épisode     | Épisode     | Épisode     | Épisode     | Épisode     | Épisode     | Épisode     | Épisode     | Épisode     | Épisode     | Épisode     | Épisode     | Épisode     | Épisode     | Épisode     | Épisode     | Épisode     | Épisode     | Épisode     | Épisode     | Total       |
| ----------- | ----------- | ----------- | ----------- | ----------- | ----------- | ----------- | ----------- | ----------- | ----------- | ----------- | ----------- | ----------- | ----------- | ----------- | ----------- | ----------- | ----------- | ----------- | ----------- | ----------- | ----------- | ----------- | ----------- | ----------- | ----------- |
| Saison      | 1           | 2           | 3           | 4           | 5           | 6           | 7           | 8           | 9           | 10          | 11          | 12          | 13          | 14          | 15          | 16          | 17          | 18          | 19          | 20          | 21          | 22          | 23          | 24          | 9           |
| 6           |             |             |             |             |             |             |             |             |             |             |             |             |             |             |             |             |             |             |             |             |             |             |             |             | 9           |
| 7           |             |             |             |             |             |             |             |             |             |             |             |             |             |             |             |             |             |             |             |             |             |             |             |             |             |

##### Manon Granger (Boule de quilles)
Interprétée par Kathleen Fortin.
Lieux de détention
- Présent : Unité 7 (saisons 6 et 7)
- Passé : Isolement (saison 6 et 7), Unité 4 (saison 6)

| Apparitions | Apparitions | Apparitions | Apparitions | Apparitions | Apparitions | Apparitions | Apparitions | Apparitions | Apparitions | Apparitions | Apparitions | Apparitions | Apparitions | Apparitions | Apparitions | Apparitions | Apparitions | Apparitions | Apparitions | Apparitions | Apparitions | Apparitions | Apparitions | Apparitions | Apparitions |
| Saison      | Épisode     | Épisode     | Épisode     | Épisode     | Épisode     | Épisode     | Épisode     | Épisode     | Épisode     | Épisode     | Épisode     | Épisode     | Épisode     | Épisode     | Épisode     | Épisode     | Épisode     | Épisode     | Épisode     | Épisode     | Épisode     | Épisode     | Épisode     | Épisode     | Total       |
| ----------- | ----------- | ----------- | ----------- | ----------- | ----------- | ----------- | ----------- | ----------- | ----------- | ----------- | ----------- | ----------- | ----------- | ----------- | ----------- | ----------- | ----------- | ----------- | ----------- | ----------- | ----------- | ----------- | ----------- | ----------- | ----------- |
| Saison      | 1           | 2           | 3           | 4           | 5           | 6           | 7           | 8           | 9           | 10          | 11          | 12          | 13          | 14          | 15          | 16          | 17          | 18          | 19          | 20          | 21          | 22          | 23          | 24          | 3           |
| 6           |             |             |             |             |             |             |             |             |             |             |             |             |             |             |             |             |             |             |             |             |             |             |             |             | 3           |
| 7           |             |             |             |             |             |             |             |             |             |             |             |             |             |             |             |             |             |             |             |             |             |             |             |             |             |

##### Macha Vallières
Interprétée par Hélène Florent.
Raisons de l'incarcération
Macha a été accusée d'abus de confiance, d'abus sexuels sur des mineurs et de fabrication et de possession d'images pornographiques. Elle a obtenu une sentence de 7 ans.
Lieux de détention
- Présent : Unité 9 (saison 6 et 7)

| Apparitions | Apparitions | Apparitions | Apparitions | Apparitions | Apparitions | Apparitions | Apparitions | Apparitions | Apparitions | Apparitions | Apparitions | Apparitions | Apparitions | Apparitions | Apparitions | Apparitions | Apparitions | Apparitions | Apparitions | Apparitions | Apparitions | Apparitions | Apparitions | Apparitions | Apparitions |
| Saison      | Épisode     | Épisode     | Épisode     | Épisode     | Épisode     | Épisode     | Épisode     | Épisode     | Épisode     | Épisode     | Épisode     | Épisode     | Épisode     | Épisode     | Épisode     | Épisode     | Épisode     | Épisode     | Épisode     | Épisode     | Épisode     | Épisode     | Épisode     | Épisode     | Total       |
| ----------- | ----------- | ----------- | ----------- | ----------- | ----------- | ----------- | ----------- | ----------- | ----------- | ----------- | ----------- | ----------- | ----------- | ----------- | ----------- | ----------- | ----------- | ----------- | ----------- | ----------- | ----------- | ----------- | ----------- | ----------- | ----------- |
| Saison      | 1           | 2           | 3           | 4           | 5           | 6           | 7           | 8           | 9           | 10          | 11          | 12          | 13          | 14          | 15          | 16          | 17          | 18          | 19          | 20          | 21          | 22          | 23          | 24          | 3           |
| 6           |             |             |             |             |             |             |             |             |             |             |             |             |             |             |             |             |             |             |             |             |             |             |             |             | 3           |
| 7           |             |             |             |             |             |             |             |             |             |             |             |             |             |             |             |             |             |             |             |             |             |             |             |             |             |

##### Solange Chrétien
Interprétée par Claire Jacques.
Lieux de détention
- Présent : Libérée
- Passé : Unité 9 (saison 7), Unité 2

| Apparitions | Apparitions | Apparitions | Apparitions | Apparitions | Apparitions | Apparitions | Apparitions | Apparitions | Apparitions | Apparitions | Apparitions | Apparitions | Apparitions | Apparitions | Apparitions | Apparitions | Apparitions | Apparitions | Apparitions | Apparitions | Apparitions | Apparitions | Apparitions | Apparitions | Apparitions |
| Saison      | Épisode     | Épisode     | Épisode     | Épisode     | Épisode     | Épisode     | Épisode     | Épisode     | Épisode     | Épisode     | Épisode     | Épisode     | Épisode     | Épisode     | Épisode     | Épisode     | Épisode     | Épisode     | Épisode     | Épisode     | Épisode     | Épisode     | Épisode     | Épisode     | Total       |
| Saison      | 1           | 2           | 3           | 4           | 5           | 6           | 7           | 8           | 9           | 10          | 11          | 12          | 13          | 14          | 15          | 16          | 17          | 18          | 19          | 20          | 21          | 22          | 23          | 24          | 3           |
| ----------- | ----------- | ----------- | ----------- | ----------- | ----------- | ----------- | ----------- | ----------- | ----------- | ----------- | ----------- | ----------- | ----------- | ----------- | ----------- | ----------- | ----------- | ----------- | ----------- | ----------- | ----------- | ----------- | ----------- | ----------- | ----------- |
| 5           |             |             |             |             |             |             |             |             |             |             |             |             |             |             |             |             |             |             |             |             |             |             |             |             | 1           |
| 6           |             |             |             |             |             |             |             |             |             |             |             |             |             |             |             |             |             |             |             |             |             |             |             |             | 2           |
| 7           |             |             |             |             |             |             |             |             |             |             |             |             |             |             |             |             |             |             |             |             |             |             |             |             |             |

##### Trécée Coicou
Interprétée par Schelby Jean-Baptiste.
Lieux de détention
Présent : Maximum (saison 7)
| Apparitions | Apparitions | Apparitions | Apparitions | Apparitions | Apparitions | Apparitions | Apparitions | Apparitions | Apparitions | Apparitions | Apparitions | Apparitions | Apparitions | Apparitions | Apparitions | Apparitions | Apparitions | Apparitions | Apparitions | Apparitions | Apparitions | Apparitions | Apparitions | Apparitions | Apparitions |
| Saison      | Épisode     | Épisode     | Épisode     | Épisode     | Épisode     | Épisode     | Épisode     | Épisode     | Épisode     | Épisode     | Épisode     | Épisode     | Épisode     | Épisode     | Épisode     | Épisode     | Épisode     | Épisode     | Épisode     | Épisode     | Épisode     | Épisode     | Épisode     | Épisode     | Total       |
| Saison      | 1           | 2           | 3           | 4           | 5           | 6           | 7           | 8           | 9           | 10          | 11          | 12          | 13          | 14          | 15          | 16          | 17          | 18          | 19          | 20          | 21          | 22          | 23          | 24          | 0           |
| 7           |             |             |             |             |             |             |             |             |             |             |             |             |             |             |             |             |             |             |             |             |             |             |             |             | 0           |
| ----------- | ----------- | ----------- | ----------- | ----------- | ----------- | ----------- | ----------- | ----------- | ----------- | ----------- | ----------- | ----------- | ----------- | ----------- | ----------- | ----------- | ----------- | ----------- | ----------- | ----------- | ----------- | ----------- | ----------- | ----------- | ----------- |

#### Membres du personnel et leur entourage

##### Normand Despins
Interprété par François Papineau.
Fonction dans l'établissement
- Présent : Directeur (saisons 1, 2, 3, 4, 5, 6 et 7)
- Passé : Arrêt de travail (saison 5)

| Apparitions | Apparitions | Apparitions | Apparitions | Apparitions | Apparitions | Apparitions | Apparitions | Apparitions | Apparitions | Apparitions | Apparitions | Apparitions | Apparitions | Apparitions | Apparitions | Apparitions | Apparitions | Apparitions | Apparitions | Apparitions | Apparitions | Apparitions | Apparitions | Apparitions | Apparitions | Apparitions |
| Saison      | Épisode     | Épisode     | Épisode     | Épisode     | Épisode     | Épisode     | Épisode     | Épisode     | Épisode     | Épisode     | Épisode     | Épisode     | Épisode     | Épisode     | Épisode     | Épisode     | Épisode     | Épisode     | Épisode     | Épisode     | Épisode     | Épisode     | Épisode     | Épisode     | Épisode     | Total       |
| ----------- | ----------- | ----------- | ----------- | ----------- | ----------- | ----------- | ----------- | ----------- | ----------- | ----------- | ----------- | ----------- | ----------- | ----------- | ----------- | ----------- | ----------- | ----------- | ----------- | ----------- | ----------- | ----------- | ----------- | ----------- | ----------- | ----------- |
| Saison      | 1           | 2           | 3           | 4           | 5           | 6           | 7           | 8           | 9           | 10          | 11          | 12          | 13          | 14          | 15          | 16          | 17          | 18          | 19          | 20          | 21          | 22          | 23          | 24          | 25          | 127         |
| 1           |             |             |             |             |             |             |             |             |             |             |             |             |             |             |             |             |             |             |             |             |             |             |             |             |             | 25          |
| 2           |             |             |             |             |             |             |             |             |             |             |             |             |             |             |             |             |             |             |             |             |             |             |             |             |             | 23          |
| 3           |             |             |             |             |             |             |             |             |             |             |             |             |             |             |             |             |             |             |             |             |             |             |             |             | 21          |             |
| 4           |             |             |             |             |             |             |             |             |             |             |             |             |             |             |             |             |             |             |             |             |             |             |             |             | 19          |             |
| 5           |             |             |             |             |             |             |             |             |             |             |             |             |             |             |             |             |             |             |             |             |             |             |             |             | 18          |             |
| 6           |             |             |             |             |             |             |             |             |             |             |             |             |             |             |             |             |             |             |             |             |             |             |             |             |             | 21          |
| 7           |             |             |             |             |             |             |             |             |             |             |             |             |             |             |             |             |             |             |             |             |             |             |             |             |             |             |

##### Julie Despins
Interprétée par Geneviève Morin-Dupont.

##### Caroline Laplante
Interprétée par Salomé Corbo.
Fonction dans l'établissement
- Présent : Démissionnée (saison 5 et 6)
- Passé : Chef de la sécurité (saisons 1, 2, 3 et 4), Responsable de l'Unité de vie structurée (saison 4 et 5), Intervenante de première ligne (saison 1), Arrêtée (saison 5 et 6)

| Apparitions | Apparitions | Apparitions | Apparitions | Apparitions | Apparitions | Apparitions | Apparitions | Apparitions | Apparitions | Apparitions | Apparitions | Apparitions | Apparitions | Apparitions | Apparitions | Apparitions | Apparitions | Apparitions | Apparitions | Apparitions | Apparitions | Apparitions | Apparitions | Apparitions | Apparitions | Apparitions |
| Saison      | Épisode     | Épisode     | Épisode     | Épisode     | Épisode     | Épisode     | Épisode     | Épisode     | Épisode     | Épisode     | Épisode     | Épisode     | Épisode     | Épisode     | Épisode     | Épisode     | Épisode     | Épisode     | Épisode     | Épisode     | Épisode     | Épisode     | Épisode     | Épisode     | Épisode     | Total       |
| ----------- | ----------- | ----------- | ----------- | ----------- | ----------- | ----------- | ----------- | ----------- | ----------- | ----------- | ----------- | ----------- | ----------- | ----------- | ----------- | ----------- | ----------- | ----------- | ----------- | ----------- | ----------- | ----------- | ----------- | ----------- | ----------- | ----------- |
| Saison      | 1           | 2           | 3           | 4           | 5           | 6           | 7           | 8           | 9           | 10          | 11          | 12          | 13          | 14          | 15          | 16          | 17          | 18          | 19          | 20          | 21          | 22          | 23          | 24          | 25          | 93          |
| 1           |             |             |             |             |             |             |             |             |             |             |             |             |             |             |             |             |             |             |             |             |             |             |             |             |             | 17          |
| 2           |             |             |             |             |             |             |             |             |             |             |             |             |             |             |             |             |             |             |             |             |             |             |             |             |             | 24          |
| 3           |             |             |             |             |             |             |             |             |             |             |             |             |             |             |             |             |             |             |             |             |             |             |             |             | 24          |             |
| 4           |             |             |             |             |             |             |             |             |             |             |             |             |             |             |             |             |             |             |             |             |             |             |             |             | 17          |             |
| 5           |             |             |             |             |             |             |             |             |             |             |             |             |             |             |             |             |             |             |             |             |             |             |             |             | 8           |             |
| 6           |             |             |             |             |             |             |             |             |             |             |             |             |             |             |             |             |             |             |             |             |             |             |             |             |             | 3           |

##### Pierre-Paul
Interprété par Simon Rousseau.

##### Georges Sainte-Marie
Interprété par Paul Doucet.
Fonction dans l'établissement
- Présent: Décédé (saison 6)
- Passé: Aumônier (saisons 1, 2, 3, 4 et 5), Démissionné (saisons 5 et 6)

| Apparitions | Apparitions | Apparitions | Apparitions | Apparitions | Apparitions | Apparitions | Apparitions | Apparitions | Apparitions | Apparitions | Apparitions | Apparitions | Apparitions | Apparitions | Apparitions | Apparitions | Apparitions | Apparitions | Apparitions | Apparitions | Apparitions | Apparitions | Apparitions | Apparitions | Apparitions | Apparitions |
| Saison      | Épisode     | Épisode     | Épisode     | Épisode     | Épisode     | Épisode     | Épisode     | Épisode     | Épisode     | Épisode     | Épisode     | Épisode     | Épisode     | Épisode     | Épisode     | Épisode     | Épisode     | Épisode     | Épisode     | Épisode     | Épisode     | Épisode     | Épisode     | Épisode     | Épisode     | Total       |
| ----------- | ----------- | ----------- | ----------- | ----------- | ----------- | ----------- | ----------- | ----------- | ----------- | ----------- | ----------- | ----------- | ----------- | ----------- | ----------- | ----------- | ----------- | ----------- | ----------- | ----------- | ----------- | ----------- | ----------- | ----------- | ----------- | ----------- |
| Saison      | 1           | 2           | 3           | 4           | 5           | 6           | 7           | 8           | 9           | 10          | 11          | 12          | 13          | 14          | 15          | 16          | 17          | 18          | 19          | 20          | 21          | 22          | 23          | 24          | 25          | 92          |
| 1           |             |             |             |             |             |             |             |             |             |             |             |             |             |             |             |             |             |             |             |             |             |             |             |             |             | 24          |
| 2           |             |             |             |             |             |             |             |             |             |             |             |             |             |             |             |             |             |             |             |             |             |             |             |             |             | 22          |
| 3           |             |             |             |             |             |             |             |             |             |             |             |             |             |             |             |             |             |             |             |             |             |             |             |             | 17          |             |
| 4           |             |             |             |             |             |             |             |             |             |             |             |             |             |             |             |             |             |             |             |             |             |             |             |             | 17          |             |
| 5           |             |             |             |             |             |             |             |             |             |             |             |             |             |             |             |             |             |             |             |             |             |             |             |             | 6           |             |
| 6           |             |             |             |             |             |             |             |             |             |             |             |             |             |             |             |             |             |             |             |             |             |             |             |             |             | 6           |

##### Martin Lavallé
Interprété par Normand Daneau.
Fonction dans l'établissement
Présent : Démissionné 
Passé : Agent des libérations conditionnelles (saisons 1, 2, 3, 4, 5 et 6)
| Apparitions | Apparitions | Apparitions | Apparitions | Apparitions | Apparitions | Apparitions | Apparitions | Apparitions | Apparitions | Apparitions | Apparitions | Apparitions | Apparitions | Apparitions | Apparitions | Apparitions | Apparitions | Apparitions | Apparitions | Apparitions | Apparitions | Apparitions | Apparitions | Apparitions | Apparitions | Apparitions |
| Saison      | Épisode     | Épisode     | Épisode     | Épisode     | Épisode     | Épisode     | Épisode     | Épisode     | Épisode     | Épisode     | Épisode     | Épisode     | Épisode     | Épisode     | Épisode     | Épisode     | Épisode     | Épisode     | Épisode     | Épisode     | Épisode     | Épisode     | Épisode     | Épisode     | Épisode     | Total       |
| ----------- | ----------- | ----------- | ----------- | ----------- | ----------- | ----------- | ----------- | ----------- | ----------- | ----------- | ----------- | ----------- | ----------- | ----------- | ----------- | ----------- | ----------- | ----------- | ----------- | ----------- | ----------- | ----------- | ----------- | ----------- | ----------- | ----------- |
| Saison      | 1           | 2           | 3           | 4           | 5           | 6           | 7           | 8           | 9           | 10          | 11          | 12          | 13          | 14          | 15          | 16          | 17          | 18          | 19          | 20          | 21          | 22          | 23          | 24          | 25          | 90          |
| 1           |             |             |             |             |             |             |             |             |             |             |             |             |             |             |             |             |             |             |             |             |             |             |             |             |             | 18          |
| 2           |             |             |             |             |             |             |             |             |             |             |             |             |             |             |             |             |             |             |             |             |             |             |             |             |             | 17          |
| 3           |             |             |             |             |             |             |             |             |             |             |             |             |             |             |             |             |             |             |             |             |             |             |             |             | 18          |             |
| 4           |             |             |             |             |             |             |             |             |             |             |             |             |             |             |             |             |             |             |             |             |             |             |             |             | 20          |             |
| 5           |             |             |             |             |             |             |             |             |             |             |             |             |             |             |             |             |             |             |             |             |             |             |             |             | 13          |             |
| 6           |             |             |             |             |             |             |             |             |             |             |             |             |             |             |             |             |             |             |             |             |             |             |             |             |             | 4           |

##### Nancy Prévost
Interprétée par Debbie Lynch-White.
Fonction dans l'établissement
- Présent : Décédée
- Passé : Intervenante de première ligne en population générale (saisons 1, 2 et 3), Intervenante de première ligne au Maximum (saisons 1, 3, 4, 5 et 6)

| Apparitions | Apparitions | Apparitions | Apparitions | Apparitions | Apparitions | Apparitions | Apparitions | Apparitions | Apparitions | Apparitions | Apparitions | Apparitions | Apparitions | Apparitions | Apparitions | Apparitions | Apparitions | Apparitions | Apparitions | Apparitions | Apparitions | Apparitions | Apparitions | Apparitions | Apparitions | Apparitions |
| Saison      | Épisode     | Épisode     | Épisode     | Épisode     | Épisode     | Épisode     | Épisode     | Épisode     | Épisode     | Épisode     | Épisode     | Épisode     | Épisode     | Épisode     | Épisode     | Épisode     | Épisode     | Épisode     | Épisode     | Épisode     | Épisode     | Épisode     | Épisode     | Épisode     | Épisode     | Total       |
| ----------- | ----------- | ----------- | ----------- | ----------- | ----------- | ----------- | ----------- | ----------- | ----------- | ----------- | ----------- | ----------- | ----------- | ----------- | ----------- | ----------- | ----------- | ----------- | ----------- | ----------- | ----------- | ----------- | ----------- | ----------- | ----------- | ----------- |
| Saison      | 1           | 2           | 3           | 4           | 5           | 6           | 7           | 8           | 9           | 10          | 11          | 12          | 13          | 14          | 15          | 16          | 17          | 18          | 19          | 20          | 21          | 22          | 23          | 24          | 25          | 87          |
| 1           |             |             |             |             |             |             |             |             |             |             |             |             |             |             |             |             |             |             |             |             |             |             |             |             |             | 10          |
| 2           |             |             |             |             |             |             |             |             |             |             |             |             |             |             |             |             |             |             |             |             |             |             |             |             |             | 21          |
| 3           |             |             |             |             |             |             |             |             |             |             |             |             |             |             |             |             |             |             |             |             |             |             |             |             | 22          |             |
| 4           |             |             |             |             |             |             |             |             |             |             |             |             |             |             |             |             |             |             |             |             |             |             |             |             | 11          |             |
| 5           |             |             |             |             |             |             |             |             |             |             |             |             |             |             |             |             |             |             |             |             |             |             |             |             | 18          |             |
| 6           |             |             |             |             |             |             |             |             |             |             |             |             |             |             |             |             |             |             |             |             |             |             |             |             |             | 5           |

##### Agathe Boisbriand
Interprétée par Mariloup Wolfe.
Fonction dans l'établissement
- Présent : Décédée
- Passé : Intervenante de première ligne (saisons 1, 2, 3 et 4)

| Apparitions | Apparitions | Apparitions | Apparitions | Apparitions | Apparitions | Apparitions | Apparitions | Apparitions | Apparitions | Apparitions | Apparitions | Apparitions | Apparitions | Apparitions | Apparitions | Apparitions | Apparitions | Apparitions | Apparitions | Apparitions | Apparitions | Apparitions | Apparitions | Apparitions | Apparitions | Apparitions |
| Saison      | Épisode     | Épisode     | Épisode     | Épisode     | Épisode     | Épisode     | Épisode     | Épisode     | Épisode     | Épisode     | Épisode     | Épisode     | Épisode     | Épisode     | Épisode     | Épisode     | Épisode     | Épisode     | Épisode     | Épisode     | Épisode     | Épisode     | Épisode     | Épisode     | Épisode     | Total       |
| ----------- | ----------- | ----------- | ----------- | ----------- | ----------- | ----------- | ----------- | ----------- | ----------- | ----------- | ----------- | ----------- | ----------- | ----------- | ----------- | ----------- | ----------- | ----------- | ----------- | ----------- | ----------- | ----------- | ----------- | ----------- | ----------- | ----------- |
| Saison      | 1           | 2           | 3           | 4           | 5           | 6           | 7           | 8           | 9           | 10          | 11          | 12          | 13          | 14          | 15          | 16          | 17          | 18          | 19          | 20          | 21          | 22          | 23          | 24          | 25          | 70          |
| 1           |             |             |             |             |             |             |             |             |             |             |             |             |             |             |             |             |             |             |             |             |             |             |             |             |             | 21          |
| 2           |             |             |             |             |             |             |             |             |             |             |             |             |             |             |             |             |             |             |             |             |             |             |             |             |             | 14          |
| 3           |             |             |             |             |             |             |             |             |             |             |             |             |             |             |             |             |             |             |             |             |             |             |             |             | 24          |             |
| 4           |             |             |             |             |             |             |             |             |             |             |             |             |             |             |             |             |             |             |             |             |             |             |             |             | 9           |             |
| 5           |             |             |             |             |             |             |             |             |             |             |             |             |             |             |             |             |             |             |             |             |             |             |             |             | 2           |             |

##### Rolland Montmorency
Interprété par Jean Marchand.
Fonction dans l'établissement
- Présent : Renvoyé (saisons 3 et 4)
- Passé : Professeur de musique (saisons 1, 2 et 3)

| Apparitions | Apparitions | Apparitions | Apparitions | Apparitions | Apparitions | Apparitions | Apparitions | Apparitions | Apparitions | Apparitions | Apparitions | Apparitions | Apparitions | Apparitions | Apparitions | Apparitions | Apparitions | Apparitions | Apparitions | Apparitions | Apparitions | Apparitions | Apparitions | Apparitions | Apparitions | Apparitions |
| Saison      | Épisode     | Épisode     | Épisode     | Épisode     | Épisode     | Épisode     | Épisode     | Épisode     | Épisode     | Épisode     | Épisode     | Épisode     | Épisode     | Épisode     | Épisode     | Épisode     | Épisode     | Épisode     | Épisode     | Épisode     | Épisode     | Épisode     | Épisode     | Épisode     | Épisode     | Total       |
| ----------- | ----------- | ----------- | ----------- | ----------- | ----------- | ----------- | ----------- | ----------- | ----------- | ----------- | ----------- | ----------- | ----------- | ----------- | ----------- | ----------- | ----------- | ----------- | ----------- | ----------- | ----------- | ----------- | ----------- | ----------- | ----------- | ----------- |
| Saison      | 1           | 2           | 3           | 4           | 5           | 6           | 7           | 8           | 9           | 10          | 11          | 12          | 13          | 14          | 15          | 16          | 17          | 18          | 19          | 20          | 21          | 22          | 23          | 24          | 25          | 37          |
| 1           |             |             |             |             |             |             |             |             |             |             |             |             |             |             |             |             |             |             |             |             |             |             |             |             |             | 14          |
| 2           |             |             |             |             |             |             |             |             |             |             |             |             |             |             |             |             |             |             |             |             |             |             |             |             |             | 13          |
| 3           |             |             |             |             |             |             |             |             |             |             |             |             |             |             |             |             |             |             |             |             |             |             |             |             | 8           |             |
| 4           |             |             |             |             |             |             |             |             |             |             |             |             |             |             |             |             |             |             |             |             |             |             |             |             | 2           |             |

##### Lisa Côté
Interprétée par Édith Cochrane.
Fonction dans l'établissement
- Présent : Obligations de démission
- Passé : Psychologue (saison 1)

| Apparitions | Apparitions | Apparitions | Apparitions | Apparitions | Apparitions | Apparitions | Apparitions | Apparitions | Apparitions | Apparitions | Apparitions | Apparitions | Apparitions | Apparitions | Apparitions | Apparitions | Apparitions | Apparitions | Apparitions | Apparitions | Apparitions | Apparitions | Apparitions | Apparitions | Apparitions | Apparitions |
| Saison      | Épisode     | Épisode     | Épisode     | Épisode     | Épisode     | Épisode     | Épisode     | Épisode     | Épisode     | Épisode     | Épisode     | Épisode     | Épisode     | Épisode     | Épisode     | Épisode     | Épisode     | Épisode     | Épisode     | Épisode     | Épisode     | Épisode     | Épisode     | Épisode     | Épisode     | Total       |
| ----------- | ----------- | ----------- | ----------- | ----------- | ----------- | ----------- | ----------- | ----------- | ----------- | ----------- | ----------- | ----------- | ----------- | ----------- | ----------- | ----------- | ----------- | ----------- | ----------- | ----------- | ----------- | ----------- | ----------- | ----------- | ----------- | ----------- |
| Saison      | 1           | 2           | 3           | 4           | 5           | 6           | 7           | 8           | 9           | 10          | 11          | 12          | 13          | 14          | 15          | 16          | 17          | 18          | 19          | 20          | 21          | 22          | 23          | 24          | 25          | 13          |
| 1           |             |             |             |             |             |             |             |             |             |             |             |             |             |             |             |             |             |             |             |             |             |             |             |             |             | 13          |

##### Steven Picard
Interprété par Luc Guérin.
Fonction dans l'établissement
- Présent : Psychologue (saisons 2, 3, 4, 5, 6 et 7)

| Apparitions | Apparitions | Apparitions | Apparitions | Apparitions | Apparitions | Apparitions | Apparitions | Apparitions | Apparitions | Apparitions | Apparitions | Apparitions | Apparitions | Apparitions | Apparitions | Apparitions | Apparitions | Apparitions | Apparitions | Apparitions | Apparitions | Apparitions | Apparitions | Apparitions | Apparitions |
| Saison      | Épisode     | Épisode     | Épisode     | Épisode     | Épisode     | Épisode     | Épisode     | Épisode     | Épisode     | Épisode     | Épisode     | Épisode     | Épisode     | Épisode     | Épisode     | Épisode     | Épisode     | Épisode     | Épisode     | Épisode     | Épisode     | Épisode     | Épisode     | Épisode     | Total       |
| ----------- | ----------- | ----------- | ----------- | ----------- | ----------- | ----------- | ----------- | ----------- | ----------- | ----------- | ----------- | ----------- | ----------- | ----------- | ----------- | ----------- | ----------- | ----------- | ----------- | ----------- | ----------- | ----------- | ----------- | ----------- | ----------- |
| Saison      | 1           | 2           | 3           | 4           | 5           | 6           | 7           | 8           | 9           | 10          | 11          | 12          | 13          | 14          | 15          | 16          | 17          | 18          | 19          | 20          | 21          | 22          | 23          | 24          | 97          |
| 2           |             |             |             |             |             |             |             |             |             |             |             |             |             |             |             |             |             |             |             |             |             |             |             |             | 15          |
| 3           |             |             |             |             |             |             |             |             |             |             |             |             |             |             |             |             |             |             |             |             |             |             |             |             | 23          |
| 4           |             |             |             |             |             |             |             |             |             |             |             |             |             |             |             |             |             |             |             |             |             |             |             |             | 19          |
| 5           |             |             |             |             |             |             |             |             |             |             |             |             |             |             |             |             |             |             |             |             |             |             |             |             | 23          |
| 6           |             |             |             |             |             |             |             |             |             |             |             |             |             |             |             |             |             |             |             |             |             |             |             |             | 17          |
| 7           |             |             |             |             |             |             |             |             |             |             |             |             |             |             |             |             |             |             |             |             |             |             |             |             |             |

##### Mélissa Caron
Interprétée par Mélanie Pilon.
Fonction dans l'établissement
- Présent : Arrêtée
- Passé : Intervenante de première ligne au Maximum (saisons 2 et 3), Intervenante de première ligne en population générale (saison 3)

| Apparitions | Apparitions | Apparitions | Apparitions | Apparitions | Apparitions | Apparitions | Apparitions | Apparitions | Apparitions | Apparitions | Apparitions | Apparitions | Apparitions | Apparitions | Apparitions | Apparitions | Apparitions | Apparitions | Apparitions | Apparitions | Apparitions | Apparitions | Apparitions | Apparitions | Apparitions |
| Saison      | Épisode     | Épisode     | Épisode     | Épisode     | Épisode     | Épisode     | Épisode     | Épisode     | Épisode     | Épisode     | Épisode     | Épisode     | Épisode     | Épisode     | Épisode     | Épisode     | Épisode     | Épisode     | Épisode     | Épisode     | Épisode     | Épisode     | Épisode     | Épisode     | Total       |
| ----------- | ----------- | ----------- | ----------- | ----------- | ----------- | ----------- | ----------- | ----------- | ----------- | ----------- | ----------- | ----------- | ----------- | ----------- | ----------- | ----------- | ----------- | ----------- | ----------- | ----------- | ----------- | ----------- | ----------- | ----------- | ----------- |
| Saison      | 1           | 2           | 3           | 4           | 5           | 6           | 7           | 8           | 9           | 10          | 11          | 12          | 13          | 14          | 15          | 16          | 17          | 18          | 19          | 20          | 21          | 22          | 23          | 24          | 26          |
| 2           |             |             |             |             |             |             |             |             |             |             |             |             |             |             |             |             |             |             |             |             |             |             |             |             | 12          |
| 3           |             |             |             |             |             |             |             |             |             |             |             |             |             |             |             |             |             |             |             |             |             |             |             |             | 14          |

##### Marco Choquette
Interprété par Mathieu Baron.
Fonction dans l'établissement
- Présent : Chef de la sécurité (saisons 4, 5, 6 et 7)
- Passé : Agent correctionnel (saisons 2, 3 et 4)

| Apparitions | Apparitions | Apparitions | Apparitions | Apparitions | Apparitions | Apparitions | Apparitions | Apparitions | Apparitions | Apparitions | Apparitions | Apparitions | Apparitions | Apparitions | Apparitions | Apparitions | Apparitions | Apparitions | Apparitions | Apparitions | Apparitions | Apparitions | Apparitions | Apparitions | Apparitions |
| Saison      | Épisode     | Épisode     | Épisode     | Épisode     | Épisode     | Épisode     | Épisode     | Épisode     | Épisode     | Épisode     | Épisode     | Épisode     | Épisode     | Épisode     | Épisode     | Épisode     | Épisode     | Épisode     | Épisode     | Épisode     | Épisode     | Épisode     | Épisode     | Épisode     | Total       |
| ----------- | ----------- | ----------- | ----------- | ----------- | ----------- | ----------- | ----------- | ----------- | ----------- | ----------- | ----------- | ----------- | ----------- | ----------- | ----------- | ----------- | ----------- | ----------- | ----------- | ----------- | ----------- | ----------- | ----------- | ----------- | ----------- |
| Saison      | 1           | 2           | 3           | 4           | 5           | 6           | 7           | 8           | 9           | 10          | 11          | 12          | 13          | 14          | 15          | 16          | 17          | 18          | 19          | 20          | 21          | 22          | 23          | 24          | 87          |
| 2           |             |             |             |             |             |             |             |             |             |             |             |             |             |             |             |             |             |             |             |             |             |             |             |             | 5           |
| 3           |             |             |             |             |             |             |             |             |             |             |             |             |             |             |             |             |             |             |             |             |             |             |             |             | 12          |
| 4           |             |             |             |             |             |             |             |             |             |             |             |             |             |             |             |             |             |             |             |             |             |             |             |             | 22          |
| 5           |             |             |             |             |             |             |             |             |             |             |             |             |             |             |             |             |             |             |             |             |             |             |             |             | 24          |
| 6           |             |             |             |             |             |             |             |             |             |             |             |             |             |             |             |             |             |             |             |             |             |             |             |             | 24          |
| 7           |             |             |             |             |             |             |             |             |             |             |             |             |             |             |             |             |             |             |             |             |             |             |             |             |             |

##### Gwendoline Bachand
Interprétée par Patricia Larivière.
Fonction dans l'établissement
- Présent : Renvoyée
- Passé : Infirmière (saisons 3, 4 et 5)

| Apparitions | Apparitions | Apparitions | Apparitions | Apparitions | Apparitions | Apparitions | Apparitions | Apparitions | Apparitions | Apparitions | Apparitions | Apparitions | Apparitions | Apparitions | Apparitions | Apparitions | Apparitions | Apparitions | Apparitions | Apparitions | Apparitions | Apparitions | Apparitions | Apparitions | Apparitions |
| Saison      | Épisode     | Épisode     | Épisode     | Épisode     | Épisode     | Épisode     | Épisode     | Épisode     | Épisode     | Épisode     | Épisode     | Épisode     | Épisode     | Épisode     | Épisode     | Épisode     | Épisode     | Épisode     | Épisode     | Épisode     | Épisode     | Épisode     | Épisode     | Épisode     | Total       |
| ----------- | ----------- | ----------- | ----------- | ----------- | ----------- | ----------- | ----------- | ----------- | ----------- | ----------- | ----------- | ----------- | ----------- | ----------- | ----------- | ----------- | ----------- | ----------- | ----------- | ----------- | ----------- | ----------- | ----------- | ----------- | ----------- |
| Saison      | 1           | 2           | 3           | 4           | 5           | 6           | 7           | 8           | 9           | 10          | 11          | 12          | 13          | 14          | 15          | 16          | 17          | 18          | 19          | 20          | 21          | 22          | 23          | 24          | 24          |
| 3           |             |             |             |             |             |             |             |             |             |             |             |             |             |             |             |             |             |             |             |             |             |             |             |             | 9           |
| 4           |             |             |             |             |             |             |             |             |             |             |             |             |             |             |             |             |             |             |             |             |             |             |             |             | 13          |
| 5           |             |             |             |             |             |             |             |             |             |             |             |             |             |             |             |             |             |             |             |             |             |             |             |             | 2           |

##### Madeleine Tessier
Interprétée par Marie-Chantal Perron.
Fonction dans l'établissement
- Présent : Agente des libérations conditionnelles (saison 6 et 7)
- Passé : Responsable de l'Unité de vie structurée (saison 5), Intervenante de première ligne (saisons 4, 5 et 6)

Résumé
- Saison 4 : Madeleine est engagée à Lietteville avec sa fille Josée. Elle prend la relève d'Agathe pour le dossier de Marie. Cette dernière, au départ hostile auprès d'elle, s'excuse pour son comportement, leurs relations s'en allant par la suite en s'améliorant. Elle est éprouvée après la découverte du corps d'Agathe. Madeleine s'occupe des dossiers de deux nouvelles détenues, soit ceux de Marie-Gisèle et de Kim. Elle entreprend un lien affectif avec la religieuse. Par contre, elle n'aime pas le comportement hautain de l'avocate. Madeleine, après une dispute, fait enfermer Kim en Isolement, cette dernière n'ayant pas d'autres choix que de s'excuser auprès d'elle. Prenant connaissance de l'accouchement de Lucie, elle se rend à l'unité de visite familiale privée pour annoncer la bonne nouvelle à Marie, mais découvre la détenue pendue.

| Apparitions | Apparitions | Apparitions | Apparitions | Apparitions | Apparitions | Apparitions | Apparitions | Apparitions | Apparitions | Apparitions | Apparitions | Apparitions | Apparitions | Apparitions | Apparitions | Apparitions | Apparitions | Apparitions | Apparitions | Apparitions | Apparitions | Apparitions | Apparitions | Apparitions | Apparitions |
| Saison      | Épisode     | Épisode     | Épisode     | Épisode     | Épisode     | Épisode     | Épisode     | Épisode     | Épisode     | Épisode     | Épisode     | Épisode     | Épisode     | Épisode     | Épisode     | Épisode     | Épisode     | Épisode     | Épisode     | Épisode     | Épisode     | Épisode     | Épisode     | Épisode     | Total       |
| ----------- | ----------- | ----------- | ----------- | ----------- | ----------- | ----------- | ----------- | ----------- | ----------- | ----------- | ----------- | ----------- | ----------- | ----------- | ----------- | ----------- | ----------- | ----------- | ----------- | ----------- | ----------- | ----------- | ----------- | ----------- | ----------- |
| Saison      | 1           | 2           | 3           | 4           | 5           | 6           | 7           | 8           | 9           | 10          | 11          | 12          | 13          | 14          | 15          | 16          | 17          | 18          | 19          | 20          | 21          | 22          | 23          | 24          | 65          |
| 4           |             |             |             |             |             |             |             |             |             |             |             |             |             |             |             |             |             |             |             |             |             |             |             |             | 20          |
| 5           |             |             |             |             |             |             |             |             |             |             |             |             |             |             |             |             |             |             |             |             |             |             |             |             | 22          |
| 6           |             |             |             |             |             |             |             |             |             |             |             |             |             |             |             |             |             |             |             |             |             |             |             |             | 23          |
| 7           |             |             |             |             |             |             |             |             |             |             |             |             |             |             |             |             |             |             |             |             |             |             |             |             |             |

##### Josée Tessier
Interprétée par Catherine Paquin-Béchard.
Fonction dans l'établissement
- Passé : Intervenante de première ligne (saisons 4, 5 et 6)
- Présent : Responsable du Maximum (saison 7)

| Apparitions | Apparitions | Apparitions | Apparitions | Apparitions | Apparitions | Apparitions | Apparitions | Apparitions | Apparitions | Apparitions | Apparitions | Apparitions | Apparitions | Apparitions | Apparitions | Apparitions | Apparitions | Apparitions | Apparitions | Apparitions | Apparitions | Apparitions | Apparitions | Apparitions | Apparitions |
| Saison      | Épisode     | Épisode     | Épisode     | Épisode     | Épisode     | Épisode     | Épisode     | Épisode     | Épisode     | Épisode     | Épisode     | Épisode     | Épisode     | Épisode     | Épisode     | Épisode     | Épisode     | Épisode     | Épisode     | Épisode     | Épisode     | Épisode     | Épisode     | Épisode     | Total       |
| ----------- | ----------- | ----------- | ----------- | ----------- | ----------- | ----------- | ----------- | ----------- | ----------- | ----------- | ----------- | ----------- | ----------- | ----------- | ----------- | ----------- | ----------- | ----------- | ----------- | ----------- | ----------- | ----------- | ----------- | ----------- | ----------- |
| Saison      | 1           | 2           | 3           | 4           | 5           | 6           | 7           | 8           | 9           | 10          | 11          | 12          | 13          | 14          | 15          | 16          | 17          | 18          | 19          | 20          | 21          | 22          | 23          | 24          | 62          |
| 4           |             |             |             |             |             |             |             |             |             |             |             |             |             |             |             |             |             |             |             |             |             |             |             |             | 16          |
| 5           |             |             |             |             |             |             |             |             |             |             |             |             |             |             |             |             |             |             |             |             |             |             |             |             | 24          |
| 6           |             |             |             |             |             |             |             |             |             |             |             |             |             |             |             |             |             |             |             |             |             |             |             |             | 22          |
| 7           |             |             |             |             |             |             |             |             |             |             |             |             |             |             |             |             |             |             |             |             |             |             |             |             |             |

##### Kevin Anctil
Interprété par Jason Roy Léveillée.
Fonction dans l'établissement
- Passé : Agent correctionnel au Maximum (saisons 5 et 6), Agent correctionnel à l'accueil (saisons 4 et 5)
- Présent : Arrêté (Il a été accusé de faute professionnelle ayant provoqué la mort, car déclaré responsable de la mort de Brittany Sizzla).

Résumé
- Saison 4 : Kevin est engagé à l'établissement carcéral de Lietteville. Après une visite de l'établissement par Marco, il est affecté à la réception, où il observe scrupuleusement les aller et venu des employés et détenues. Il change par la suite de secteur, où il prend les commandes du bureau du Maximum. Il développe une relation amoureuse malsaine avec Shandy, ce qui enrage Bouba.

| Apparitions | Apparitions | Apparitions | Apparitions | Apparitions | Apparitions | Apparitions | Apparitions | Apparitions | Apparitions | Apparitions | Apparitions | Apparitions | Apparitions | Apparitions | Apparitions | Apparitions | Apparitions | Apparitions | Apparitions | Apparitions | Apparitions | Apparitions | Apparitions | Apparitions | Apparitions |
| Saison      | Épisode     | Épisode     | Épisode     | Épisode     | Épisode     | Épisode     | Épisode     | Épisode     | Épisode     | Épisode     | Épisode     | Épisode     | Épisode     | Épisode     | Épisode     | Épisode     | Épisode     | Épisode     | Épisode     | Épisode     | Épisode     | Épisode     | Épisode     | Épisode     | Total       |
| ----------- | ----------- | ----------- | ----------- | ----------- | ----------- | ----------- | ----------- | ----------- | ----------- | ----------- | ----------- | ----------- | ----------- | ----------- | ----------- | ----------- | ----------- | ----------- | ----------- | ----------- | ----------- | ----------- | ----------- | ----------- | ----------- |
| Saison      | 1           | 2           | 3           | 4           | 5           | 6           | 7           | 8           | 9           | 10          | 11          | 12          | 13          | 14          | 15          | 16          | 17          | 18          | 19          | 20          | 21          | 22          | 23          | 24          | 48          |
| 4           |             |             |             |             |             |             |             |             |             |             |             |             |             |             |             |             |             |             |             |             |             |             |             |             | 11          |
| 5           |             |             |             |             |             |             |             |             |             |             |             |             |             |             |             |             |             |             |             |             |             |             |             |             | 17          |
| 6           |             |             |             |             |             |             |             |             |             |             |             |             |             |             |             |             |             |             |             |             |             |             |             |             | 20          |
| 7           |             |             |             |             |             |             |             |             |             |             |             |             |             |             |             |             |             |             |             |             |             |             |             |             |             |

##### Marie-France Caron
Interprétée par Sophie Prégent.
Fonction dans l'établissement
- Présent : Sous-ministre de la sécurité publique (saison 6 et 7)
- Passé : Directrice par intérim (saison 5)

| Apparitions | Apparitions | Apparitions | Apparitions | Apparitions | Apparitions | Apparitions | Apparitions | Apparitions | Apparitions | Apparitions | Apparitions | Apparitions | Apparitions | Apparitions | Apparitions | Apparitions | Apparitions | Apparitions | Apparitions | Apparitions | Apparitions | Apparitions | Apparitions | Apparitions | Apparitions |
| Saison      | Épisode     | Épisode     | Épisode     | Épisode     | Épisode     | Épisode     | Épisode     | Épisode     | Épisode     | Épisode     | Épisode     | Épisode     | Épisode     | Épisode     | Épisode     | Épisode     | Épisode     | Épisode     | Épisode     | Épisode     | Épisode     | Épisode     | Épisode     | Épisode     | Total       |
| ----------- | ----------- | ----------- | ----------- | ----------- | ----------- | ----------- | ----------- | ----------- | ----------- | ----------- | ----------- | ----------- | ----------- | ----------- | ----------- | ----------- | ----------- | ----------- | ----------- | ----------- | ----------- | ----------- | ----------- | ----------- | ----------- |
| Saison      | 1           | 2           | 3           | 4           | 5           | 6           | 7           | 8           | 9           | 10          | 11          | 12          | 13          | 14          | 15          | 16          | 17          | 18          | 19          | 20          | 21          | 22          | 23          | 24          | 19          |
| 5           |             |             |             |             |             |             |             |             |             |             |             |             |             |             |             |             |             |             |             |             |             |             |             |             | 13          |
| 6           |             |             |             |             |             |             |             |             |             |             |             |             |             |             |             |             |             |             |             |             |             |             |             |             | 6           |
| 7           |             |             |             |             |             |             |             |             |             |             |             |             |             |             |             |             |             |             |             |             |             |             |             |             |             |

##### Koffi Yatabéré
Interprété par Goûchy Boy.
Fonction dans l'établissement
- Passé : Intervenant de première ligne au Maximum (saison 6)
- Présent : Démissionné

| Apparitions | Apparitions | Apparitions | Apparitions | Apparitions | Apparitions | Apparitions | Apparitions | Apparitions | Apparitions | Apparitions | Apparitions | Apparitions | Apparitions | Apparitions | Apparitions | Apparitions | Apparitions | Apparitions | Apparitions | Apparitions | Apparitions | Apparitions | Apparitions | Apparitions | Apparitions |
| Saison      | Épisode     | Épisode     | Épisode     | Épisode     | Épisode     | Épisode     | Épisode     | Épisode     | Épisode     | Épisode     | Épisode     | Épisode     | Épisode     | Épisode     | Épisode     | Épisode     | Épisode     | Épisode     | Épisode     | Épisode     | Épisode     | Épisode     | Épisode     | Épisode     | Total       |
| ----------- | ----------- | ----------- | ----------- | ----------- | ----------- | ----------- | ----------- | ----------- | ----------- | ----------- | ----------- | ----------- | ----------- | ----------- | ----------- | ----------- | ----------- | ----------- | ----------- | ----------- | ----------- | ----------- | ----------- | ----------- | ----------- |
| Saison      | 1           | 2           | 3           | 4           | 5           | 6           | 7           | 8           | 9           | 10          | 11          | 12          | 13          | 14          | 15          | 16          | 17          | 18          | 19          | 20          | 21          | 22          | 23          | 24          | 12          |
| 6           |             |             |             |             |             |             |             |             |             |             |             |             |             |             |             |             |             |             |             |             |             |             |             |             | 12          |
| 7           |             |             |             |             |             |             |             |             |             |             |             |             |             |             |             |             |             |             |             |             |             |             |             |             |             |

##### Yvann Bacuse
Interprété par Alexandre Bacon-Braunstein.
Fonction dans l'établissement
- Présent : Agent de libération conditionnelles (saison 6)

| Apparitions | Apparitions | Apparitions | Apparitions | Apparitions | Apparitions | Apparitions | Apparitions | Apparitions | Apparitions | Apparitions | Apparitions | Apparitions | Apparitions | Apparitions | Apparitions | Apparitions | Apparitions | Apparitions | Apparitions | Apparitions | Apparitions | Apparitions | Apparitions | Apparitions | Apparitions |
| Saison      | Épisode     | Épisode     | Épisode     | Épisode     | Épisode     | Épisode     | Épisode     | Épisode     | Épisode     | Épisode     | Épisode     | Épisode     | Épisode     | Épisode     | Épisode     | Épisode     | Épisode     | Épisode     | Épisode     | Épisode     | Épisode     | Épisode     | Épisode     | Épisode     | Total       |
| ----------- | ----------- | ----------- | ----------- | ----------- | ----------- | ----------- | ----------- | ----------- | ----------- | ----------- | ----------- | ----------- | ----------- | ----------- | ----------- | ----------- | ----------- | ----------- | ----------- | ----------- | ----------- | ----------- | ----------- | ----------- | ----------- |
| Saison      | 1           | 2           | 3           | 4           | 5           | 6           | 7           | 8           | 9           | 10          | 11          | 12          | 13          | 14          | 15          | 16          | 17          | 18          | 19          | 20          | 21          | 22          | 23          | 24          | 8           |
| 6           |             |             |             |             |             |             |             |             |             |             |             |             |             |             |             |             |             |             |             |             |             |             |             |             | 8           |

## Distinctions
Unité 9, de 2013 à 2016, a été nommée aux Gémeaux, au Gala Artis, aux Zapettes d'or, aux Young Artist Awards, au Festival de la fiction TV de La Rochelle et au Banff World Media Festival. La série a reçu 82 nominations à ces compétitions, et a remporté 28 trophées.

### Prix Gémeaux
Lors des prix Gémeaux de 2013 et 2014, Unité 9 a remporté le prix Coup de cœur du public. Ces récompenses ont été accordées en dépit du fait que la productrice Fabienne Larouche, qui boycottait ce gala, avait évité qu’Unité 9 soit dans la compétition. Après une révision de l'attribution des trophées, ce boycottage a pris fin en février 2015, ce qui a permis à la série d'être nommée quinze fois en 2015.
| Année | Catégorie                                                           | Candidat | Résultat   |
| ----- | ------------------------------------------------------------------- | --- | ---------- |
| 2013  | Coup de cœur du public                                              | Unité 9 | Lauréat    |
| 2014  | Coup de cœur du public                                              | Unité 9 | Lauréat    |
| 2015, | Meilleure série dramatique annuelle                                 | Unité 9 | Lauréat    |
| 2015, | Meilleur premier rôle masculin : série dramatique annuelle          | François Papineau                                                                                                | Nomination |
| 2015, | Meilleur premier rôle féminin : série dramatique annuelle           | Guylaine Tremblay                                                                                                | Nomination |
| 2015, | Meilleur rôle de soutien masculin : série dramatique annuelle       | Luc Guérin | Lauréat    |
| 2015, | Meilleur rôle de soutien masculin : série dramatique annuelle       | Paul Doucet | Nomination |
| 2015, | Meilleur rôle de soutien féminin : série dramatique annuelle        | Micheline Lanctôt                                                                                                | Lauréat    |
| 2015, | Meilleur rôle de soutien féminin : série dramatique annuelle        | Céline Bonnier                                                                                                   | Nomination |
| 2015, | Meilleur rôle de soutien féminin : série dramatique annuelle        | Ève Landry | Nomination |
| 2015, | Meilleur rôle de soutien féminin : série dramatique annuelle        | Danielle Proulx                                                                                                  | Nomination |
| 2015, | Meilleure réalisation : série dramatique annuelle                   | Jean-Philippe Duval                                                                                              | Lauréat    |
| 2015, | Meilleur texte : série dramatique annuelle                          | Danielle Trottier                                                                                                | Nomination |
| 2015, | Meilleur montage : fiction                                          | Myriam Poirier                                                                                                   | Nomination |
| 2015, | Meilleur son : fiction                                              | Jean-François B. Sauvé, Daniel Bisson, Nicolas Gagnon, Hans Laitres, Philippe Scultéry, Jean-Philippe St-Laurent | Lauréat    |
| 2015, | Meilleure distribution artistique : fiction                         | Lucie Robitaille                                                                                                 | Nomination |
| 2015, | Meilleure production numérique pour une émission ou série : fiction | Unité 9 | Nomination |
| 2016, | Meilleure série dramatique annuelle                                 | Unité 9 | Lauréat    |
| 2016, | Meilleur premier rôle féminin : série dramatique annuelle           | Guylaine Tremblay                                                                                                | Lauréat    |
| 2016, | Meilleur rôle de soutien masculin : série dramatique annuelle       | Luc Guérin | Nomination |
| 2016, | Meilleur rôle de soutien masculin : série dramatique annuelle       | Paul Doucet | Nomination |
| 2016, | Meilleur rôle de soutien féminin : série dramatique annuelle        | Céline Bonnier                                                                                                   | Lauréat    |
| 2016, | Meilleur rôle de soutien féminin : série dramatique annuelle        | Angèle Coutu | Nomination |
| 2016, | Meilleur rôle de soutien féminin : série dramatique annuelle        | Ève Landry | Nomination |
| 2016, | Meilleure réalisation : série dramatique annuelle                   | Jean-Philippe Duval Yann Lanouette-Turgeon                                                                       | Lauréat    |
| 2016, | Meilleur texte : série dramatique annuelle                          | Danielle Trottier                                                                                                | Nomination |
| 2016, | Meilleur montage : fiction                                          | Myriam Poirier                                                                                                   | Nomination |
| 2016, | Meilleurs maquillages / coiffures : toutes catégories               | Marie-France Guy Raymonde Laliberté                                                                              | Nomination |
| 2016, | Meilleure musique originale : fiction                               | Michel Cusson | Nomination |
| 2016, | Meilleur thème musical : toutes catégories                          | Michel Cusson | Nomination |
| 2017, | Meilleure série dramatique annuelle                                 | Unité 9 | Lauréat    |
| 2017, | Meilleur premier rôle féminin : série dramatique annuelle           | Guylaine Tremblay                                                                                                | Nomination |
| 2017, | Meilleur rôle de soutien masculin : série dramatique annuelle       | Luc Guérin | Nomination |
| 2017, | Meilleur rôle de soutien féminin : série dramatique annuelle        | Angèle Coutu | Lauréat    |
| 2017, | Meilleur rôle de soutien féminin : série dramatique annuelle        | Céline Bonnier                                                                                                   | Nomination |
| 2017, | Meilleur rôle de soutien féminin : série dramatique annuelle        | Ayisha Issa | Nomination |
| 2017, | Meilleure réalisation : série dramatique annuelle                   | Jean-Philippe Duval                                                                                              | Lauréat    |
| 2017, | Meilleur texte : série dramatique annuelle                          | Danielle Trottier                                                                                                | Nomination |
| 2017, | Meilleur son : fiction                                              | Hans Laitres, Benoît Leduc, Jean-François Sauvé                                                                  | Nomination |
| 2017, | Meilleur thème musical : toutes catégories                          | Michel Cusson | Nomination |
| 2018  | Meilleure série dramatique annuelle                                 | Unité 9 | Lauréat    |
| 2018  | Meilleur premier rôle féminin : série dramatique annuelle           | Guylaine Tremblay                                                                                                | Nomination |
| 2018  | Meilleur rôle de soutien féminin : série dramatique annuelle        | Ayisha Issa | Lauréat    |
| 2018  | Meilleure réalisation : série dramatique annuelle                   | Jean-Philippe Duval                                                                                              | Lauréat    |
| 2018  | Meilleur texte : série dramatique annuelle                          | Danielle Trottier                                                                                                | Lauréat    |

### Gala Artis
| Année | Catégorie                                 | Candidat          | Résultat   |
| ----- | ----------------------------------------- | ----------------- | ---------- |
| 2013, | Rôle masculin - téléromans québécois      | Paul Doucet       | Nomination |
| 2013, | Rôle féminin - téléromans québécois       | Guylaine Tremblay | Lauréat    |
| 2013, | Rôle féminin - téléromans québécois       | Micheline Lanctôt | Nomination |
| 2014, | Rôle masculin - téléromans québécois      | Paul Doucet       | Lauréat    |
| 2014, | Rôle masculin - téléromans québécois      | François Papineau | Nomination |
| 2014, | Rôle féminin - téléromans québécois       | Guylaine Tremblay | Lauréat    |
| 2014, | Rôle féminin - téléromans québécois       | Mariloup Wolfe    | Nomination |
| 2015, | Rôle masculin - téléromans québécois      | Paul Doucet       | Nomination |
| 2015, | Rôle masculin - téléromans québécois      | François Papineau | Nomination |
| 2015, | Rôle masculin - téléromans québécois      | Luc Guérin        | Nomination |
| 2015, | Rôle féminin - téléromans québécois       | Guylaine Tremblay | Lauréat    |
| 2015, | Rôle féminin - téléromans québécois       | Ève Landry        | Nomination |
| 2016  | Rôle masculin - téléromans québécois      | Luc Guérin        | Nomination |
| 2016  | Rôle masculin - téléromans québécois      | Paul Doucet       | Nomination |
| 2016  | Rôle masculin - téléromans québécois      | François Papineau | Nomination |
| 2016  | Rôle féminin - téléromans québécois       | Guylaine Tremblay | Lauréat    |
| 2016  | Rôle féminin - téléromans québécois       | Ève Landry        | Nomination |
| 2017  | Rôle masculin - série dramatique annuelle | Luc Guérin        | Nomination |
| 2017  | Rôle masculin - série dramatique annuelle | Mathieu Baron     | Nomination |
| 2017  | Rôle féminin - série dramatique annuelle  | Guylaine Tremblay | Lauréat    |
| 2017  | Rôle féminin - série dramatique annuelle  | Ève Landry        | Nomination |
| 2017  | Rôle féminin - série dramatique annuelle  | Céline Bonnier    | Nomination |
| 2018  | Rôle masculin - série dramatique annuelle | Mathieu Baron     | Nomination |
| 2018  | Rôle féminin - série dramatique annuelle  | Guylaine Tremblay | Nomination |
| 2018  | Rôle féminin - série dramatique annuelle  | Ève Landry        | Nomination |

### Zapettes d'or
| Année | Catégorie                                   | Candidat                                       | Résultat   |
| ----- | ------------------------------------------- | ---------------------------------------------- | ---------- |
| 2013  | Grand prix ça m'allume                      | Unité 9                                        | Lauréat    |
| 2013  | Personnage fictif incontournable de l'année | Ève Landry                                     | Lauréat    |
| 2013  | Personnage fictif incontournable de l'année | Guylaine Tremblay                              | Nomination |
| 2014  | Grand prix ça m'allume                      | Unité 9                                        | Nomination |
| 2014  | Personnage fictif incontournable de l'année | Guylaine Tremblay                              | Lauréat    |
| 2015  | Grand prix ça m'allume                      | Unité 9                                        | Nomination |
| 2015  | Personnage fictif incontournable de l'année | Ève Landry                                     | Lauréat    |
| 2016  | Moment d'émotion de l'année                 | Le départ de Michèle (Catherine Proulx-Lemay)  | Nomination |
| 2016  | Nouveau personnage fictif de l'année        | Élise Guilbault                                | Nomination |
| 2016  | Prix spécial du réparateur                  | Unité 9                                        | Nomination |
| 2017  | Meilleur espoir de l’année                  | Karelle Tremblay                               | Lauréat    |
| 2018  | Moment d'émotion de l'année                 | L’agression de Jeanne (Ève Landry)             | Nomination |
| 2018  | Meilleur espoir de l’année                  | Natasha Kanapé Fontaine                        | Nomination |
| 2019  | Moment dramatique fictif de l’année         | Le mariage de Lucie Lamontagne (Émilie Bibeau) | À venir    |

### Autres
| Année | Compétition                              | Catégorie                                                   | Candidat                   | Résultat   |
| ----- | ---------------------------------------- | ----------------------------------------------------------- | -------------------------- | ---------- |
| 2013  | Young Artist Awards                      | Meilleure actrice 17-21 récurrente dans une série télévisée | Frédérique Dufort          | Lauréat    |
| 2013  | Banff World Media Festival               | Grand Prix des émissions francophones                       | Unité 9                    | Lauréat    |
| 2013  | Festival de la fiction TV de La Rochelle | Meilleure série dramatique internationale                   | Unité 9                    | Nomination |
| 2015  | Young Artist Awards                      | Meilleure actrice 17-21 récurrente dans une série télévisée | Frédérique Dufort          | Lauréat    |
| 2015  | Web Program Festival                     | Webdocumentaire : Prix du public                            | Unité 9 Le Webdocumentaire | Lauréat    |
| 2018  | Banff World Media Festival               | Mélodrame                                                   | Unité 9                    | Nomination |